# Dorchheim
Dorchheim ist ein Ortsteil der Gemeinde Elbtal im mittelhessischen Landkreis Limburg-Weilburg. Der Ort liegt am Südrand des Westerwalds und ist Sitz der Gemeindeverwaltung. Dorchheim hat etwa 630 Einwohner und ist ein lokales Unterzentrum für die Gemeinde Elbtal.

## Geographie
Dorchheim liegt im südlichen Westerwald, etwa 14 Kilometer nördlich von Limburg an der Lahn, 14 Kilometer westlich von Weilburg und 9 Kilometer südöstlich von Westerburg. Der Ort liegt in Hessen und ist etwa 3 Kilometer von der Grenze zu Rheinland-Pfalz entfernt.
Die angrenzenden Orte sind, von Norden beginnend im Uhrzeigersinn: Elbgrund (Gemeinde Elbtal), Hausen, Ellar (beide Gemeinde Waldbrunn (Westerwald)), Hangenmeilingen, Heuchelheim (Gemeinde Elbtal) und Frickhofen (Gemeinde Dornburg).
Der Ort liegt am Steinbach, der oberhalb des Ortes noch Lasterbach heißt. Der Steinbach mündet in der Gemarkung von Dorchheim in den Elbbach. Der Elbbach befindet sich in der Gemarkung bei etwa 195 m ü. NN Der höchste Punkt der Gemarkung befindet sich bei etwa 305 m ü. NN am Hang des Mühlhölzchens zwischen Dorchheim und Hausen.

## Geschichte

### Ur- und Frühgeschichte
Der Ort liegt in einem wahrscheinlich vorgermanischen Siedlungsgebiet. Bei Ellar wurde 1996 ein Artefakt gefunden, das der Jungsteinzeit zugeordnet wird. Von der Dornburg und dem Heidenhäuschen sind Funde bekannt, die eine keltische Besiedlung während der La-Tène-Zeit belegen. Bei Hangenmeilingen befinden sich Grabhügelfelder der Eisenzeit um 475 v. Chr.
Dorchheim gehört zu einer Gruppe aus ‑heim-Orten im Limburger Becken und im Elbbachtal. Diese wurden wahrscheinlich als merowingisches Reichsgut während der frühen fränkischen Landnahme im 6. Jahrhundert angelegt. Von Bedeutung für die Gründung ist vermutlich auch die Lage an einer alten Handelsstraße, die aus Richtung Norden kommend über Rennerod, Irmtraut und Dorchheim nach Limburg führte. Die älteste bekannte eindeutige urkundliche Erwähnung erfolgte 1215 in einer Urkunde des Abts Albert der Abtei Laach. In ihr wird mit einem „Ruker von Dorchheim“ auch erstmals ein dort ansässiges niederadliges Geschlecht genannt. Mit einiger Unsicherheit kann bereits ein 1206 verbürgter Lenfried dieser Familie zugeordnet werden.

### Mittelalter

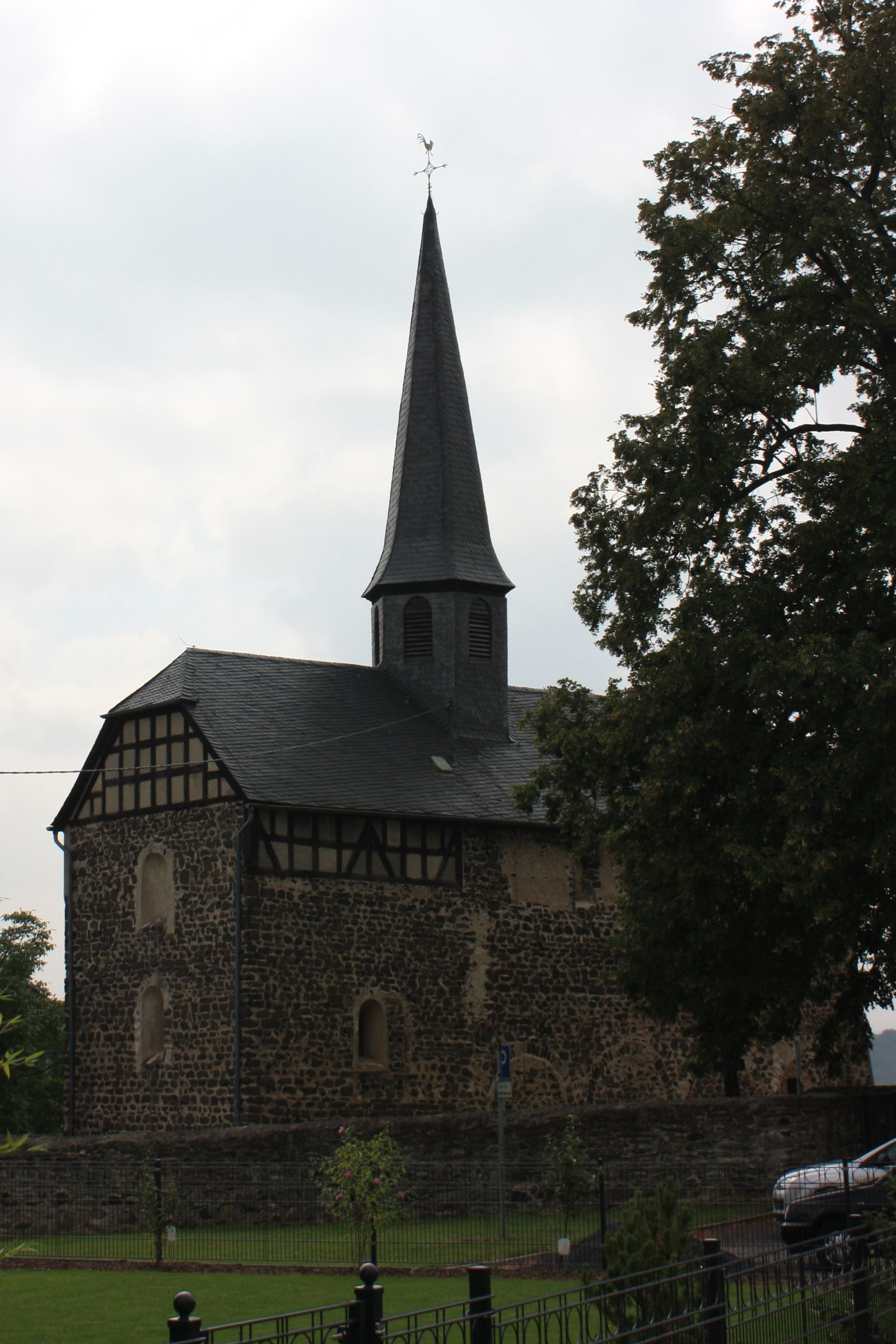
Die Nordostseite der ehemaligen romanischen Kirche, heute Friedhofskapelle

Das Dorf gehörte zur Urpfarrei Bleseberg mit dem Hauptort Frickhofen. Dort war zugleich Sitz des zuständigen Zentgerichts, das dem Landgericht St. Maximinus und späterem Amt Ellar unterstand. Der Kirchenzehnt war in Besitz der Herrschaft Westerburg und dürfte aus der Vogtei über das Stift Gemünden stammen.
Einzelne Höfe in Dorchheim waren in Besitz der Walpoden von Waldmannshausen. Ein Zweig dieser Familie nannte sich Meleven von Dorchheim und bestand von 1342 bis 1394. Der Besitz fiel durch Erbgang 1472 an die Weiher von Neunkirchen und die Familie von Liebenstein.
Im Jahr 1272 schenkte ein Kuno von Weilburg, genannt „von Dorchheim“, der Abtei Marienstatt verschiedene Rechte in Dorchheim. Die Abtei richtete in der folgenden Zeit eine Kellerei ein und erwarb planmäßig weitere Besitzungen. Alleine in der Gemarkung Dorchheim umfasste der Besitz über 200 Morgen Land. Ebenfalls erlangte die Abtei das Kirchenpatronat über die St. Nikolauskapelle.
Dorchheim gehörte ursprünglich zur Grafschaft Diez, war jedoch als Teil des Gerichts Ellar von 1337 bis vor 1360 an das Haus Merenberg und später an die Grafen von Nassau-Hadamar verpfändet. Die von Ruker über Kuno fortgesetzte Adelsfamilie „von Dorchheim“ lässt sich letztmals 1366 urkundlich nachweisen. 1367 trat die Grafschaft Diez das Amt Ellar als Mitgift an die Grafschaft Katzenelnbogen ab. Nach dem Ende des Erbfolgestreits der Grafschaft Nassau-Hadamar erhielt am 28. Juli 1408 das Haus Nassau-Dillenburg ein Drittel, der Rest verblieb bei der Grafschaft Katzenelnbogen.
Mit dem Aussterben der Grafen von Katzenelnbogen kam es zu einem lang anhaltenden Streit zwischen den Grafen von Nassau-Dillenburg und der Landgrafschaft Hessen. Die Landgrafen ergriffen den Besitz des Katzenelnbogener Erbes. Die hessischen Landgrafen verkauften 1534 die Hälfte ihres Anteiles vorübergehend an Kurtrier. Der „Frankfurter Vertrag“ führte zu einem Vergleich im Katzenelnbogener Erbfolgestreit 1555. Das Amt Ellar, und damit auch Dorchheim, gehörte seitdem komplett zu Nassau-Dillenburg.
Haus Nassau (Ottonische Linie)
Ab dem Jahr 1536 setzte die Reformation in der Grafschaft Nassau-Dillenburg ein. Die Grafen von Dillenburg schrieben den lutherischen Glauben vor. Um 1557 trat der Landesherr Johann VI. von Nassau-Dillenburg zum Calvinismus über, was zu einem erneuten Wechsel der Religion führte.
Da das Patronat über die Kapelle jedoch bei der Abtei Marienstatt lag, blieb diese vorerst katholisch. Die Grafen von Dillenburg beschlagnahmten das Archiv der Abtei in Dorchheim. Pater Petrus, der das verhindern wollte, wurde 1567 in Dillenburg zum Tode verurteilt. Die Lage spitze sich weiter zu, als 1579 der Keller Pater Haich zum evangelischen Glauben konvertierte und im „Marienstätter Hof“ eine prächtige Hochzeit feierte. Die Abtei versuchte nun, mit Unterstützung der Grafen von Sayn, den Posten des Kellers mit Pater Stahl zu besetzen. Pater Haich konnte sich jedoch mit Unterstützung der Grafen von Nassau-Dillenburg im Amt halten. Die Kellerei und das Kapellenpatronat waren endgültig unter Dillenburger Kontrolle gekommen.
Bei der Erbteilung des Hauses Nassau-Dillenburg im Jahr 1607 wurde das Amt Ellar der neu gegründete Grafschaft Nassau-Hadamar unter Graf Johann Ludwig zugewiesen.
Mit dem Beginn des Dreißigjährigen Kriegs 1618 begann eine verheerende Phase für den Ort. Fast jährlich mussten die verschiedenen Kriegsparteien einquartiert werden, zudem musste die Bevölkerung erhebliche Sondersteuern tragen und Bestechungsgelder aufbringen. Ursache der Kriegslast war die Nähe zu den wichtigen Lahnübergängen und die anfängliche Neutralität der Grafschaft Nassau-Hadamar, die dazu führte, dass keine Kriegspartei das Gebiet schonte. Jakob Hoben aus Dorchheim schloss sich vor 1630 den ligistischen Truppen an. Die oranisch-nassauischen Herrscher blieben trotz Restitutionsedikt im Besitz ihrer Länder, nachdem Johann Ludwig 1630 in Wien zum Katholizismus konvertierte. Mit der Durchführung der Rekatholisierung in seiner Grafschaft wurden die Jesuiten beauftragt.
Im Jahr 1644 wurde der Gesundbeter Thebus Keullen aus Dorchheim aufgegriffen und mit Strafe belegt.
Nach dem Aussterben des Hauses Nassau-Hadamar 1711 wurde das Fürstentum mehrfach zwischen den übrigen Ottonischen Linien des Hauses Nassau geteilt. Dorchheim fiel 1717 an das Haus Nassau-Dillenburg, ab 1739 an Haus Nassau-Diez, 1742/43 an das Haus Nassau-Siegen (Katholisch), 1743 wieder Nassau-Diez (Oranien-Nassau) als letzte ottonische Linie.
Im Jahr 1736 beteiligen sich die Dorchheimer Bauern am „Klöppelstreit“, einem Aufstand gegen den Landesherrn in Dillenburg. Ursache war die Kriegssteuer, die Fürst Christian von Nassau-Dillenburg den Dörfern auferlegt hatte. Die Bauern jagten die Pfändungsbeamten aus den Dörfern. Ungefähr 1600 Bauern versammelten sich zu einem Heerlager am Seeweiher Mengerskirchen. Die Bauern holten den Franziskaner Cornelius aus Hadamar als Feldprediger. Vieh und bewegliches Vermögen hatten die Bauern über die nahen Grenzen in andere Herrschaften gebracht. Es kam zu vereinzelten Zusammenstößen zwischen den Bauern und Soldaten aus Dillenburg sowie Soldaten aus Weilburg, die zur Verstärkung herangeeilt waren. Gleichzeitig riefen die Bauern das Reichskammergericht an. Das Gericht bestätigte am 13. Juni 1736 jedoch Fürst Christian von Nassau-Dillenburg in seinem Recht und verurteilte die Bauern zu einer Geldstrafe. Fürst Christian von Nassau-Dillenburg musste die Fürsten von Nassau-Weilburg um Hilfe bitten, um das Urteil zu vollstrecken.
Im frühen 18. Jahrhundert setzte das Hausiererwesen ein. Die Handelsrouten reichten vom Rheinland bis nach Sachsen und in die Schweiz. Gehandelt wurde vor allem mit Töpferwaren, Wäsche und Kleidung. Die Obrigkeit versuchte ab 1730 dieses Gewerbe mit der „Krämerzunftordnung für die Kirchspiele Frickhofen und Lahr“ in geordnete Bahnen zu lenken.

### Neuzeit

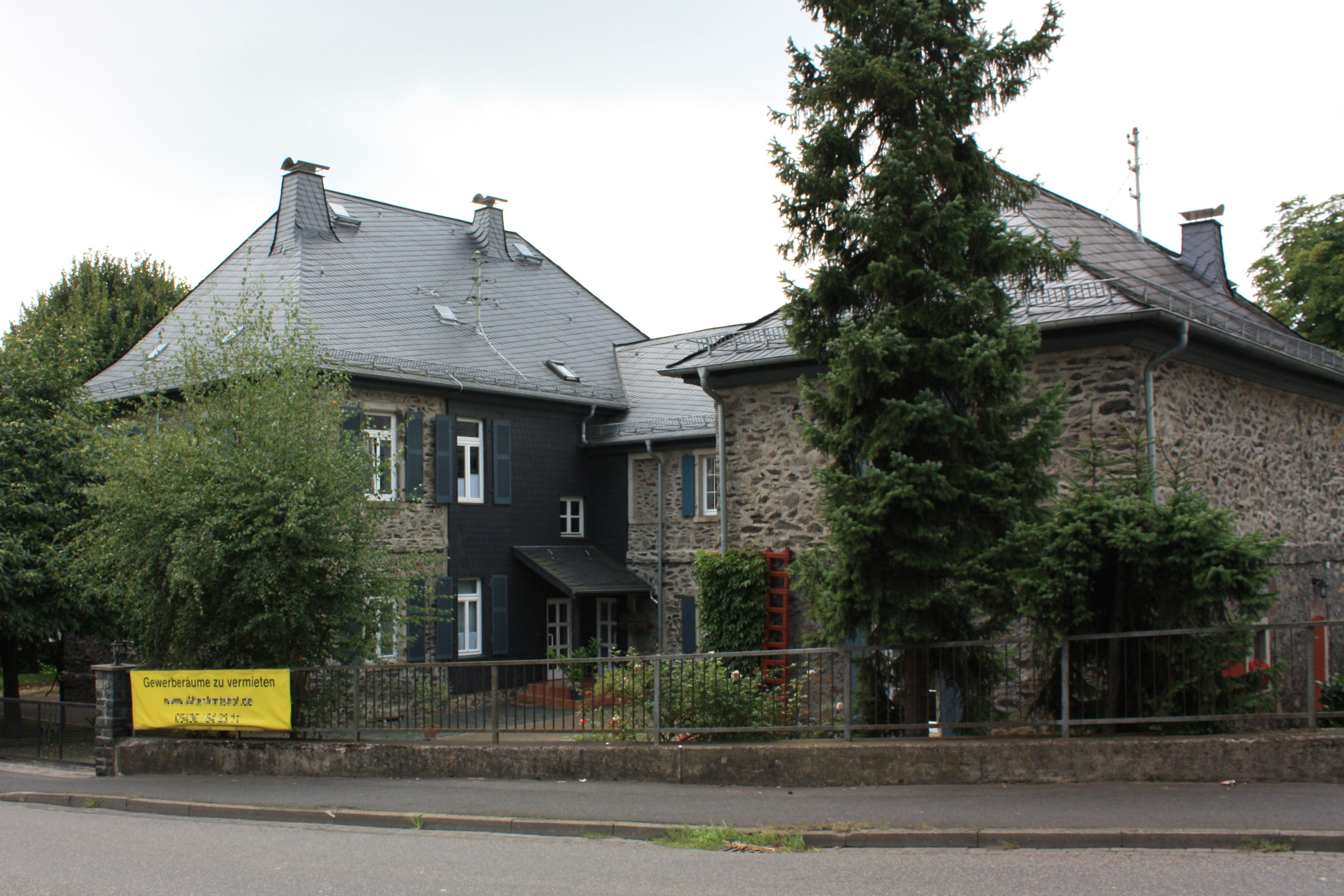
Das Gebäude für die geplante Verlegung des Amts

Ab 1782 begann der Bau der neuen Chaussee / „Neue Mainzer Landstraße“ (heutige B 54), die zu einer erheblichen Veränderung der lokalen Verkehrsrouten führte. Die wichtige Fernstraße von Mainz über Limburg nach Siegen verlief nun durch Dorchheim. Dieses führte zur Überlegung der Oranisch-Nassauischen Regierung, den Ort zu einem zentralen Ort aufzuwerten. Zu diesem Zeitpunkt bestand der Ort aus 40 Häusern.
So wurde 1789 die eine der beiden Feuerlöschspritzen im kombinierten Amt Ellar-Mengerskirchen in Dorchheim stationiert, die andere befand sich in Mengerskirchen. Ein Jahr später wurde das Amt Ellar wiederhergestellt. Da das Amtsgebäude in Ellar unzureichend war, ließ die Regierung in Dorchheim ein neues Gebäude errichten. Das neue Amtshaus, heutige Bezeichnung Alter Amtshof, wurde 1804–1812 fertiggestellt, durch die hereinbrechenden Wirren der Koalitionskriege jedoch nie als Amtsgebäude genutzt und befindet sich seit 2007 in privatem Besitz der Familie Schmidt.
Während der Koalitionskriege kam es ab 1792 wieder zu Truppendurchmärschen und Einquartierungen. Im Jahr 1795 plünderten französische Truppen die Orte im Amt Ellar, darunter auch Dorchheim. Nach einer Aufstellung des Amtmanns Creutzer betrug von 1795 bis 1800 der in Dorchheim entstandene Schaden 28.458 Gulden 5 Albus. Aus Dorchheim waren am 21. November 1810 zwei Personen im französischen Militärdienst.
Mit Aufhebung der Abtei Marienstatt wurde die Kellerei im „Marienstätter Hof“ 1803 säkularisiert und in eine herrschaftliche Domäne umgewandelt.

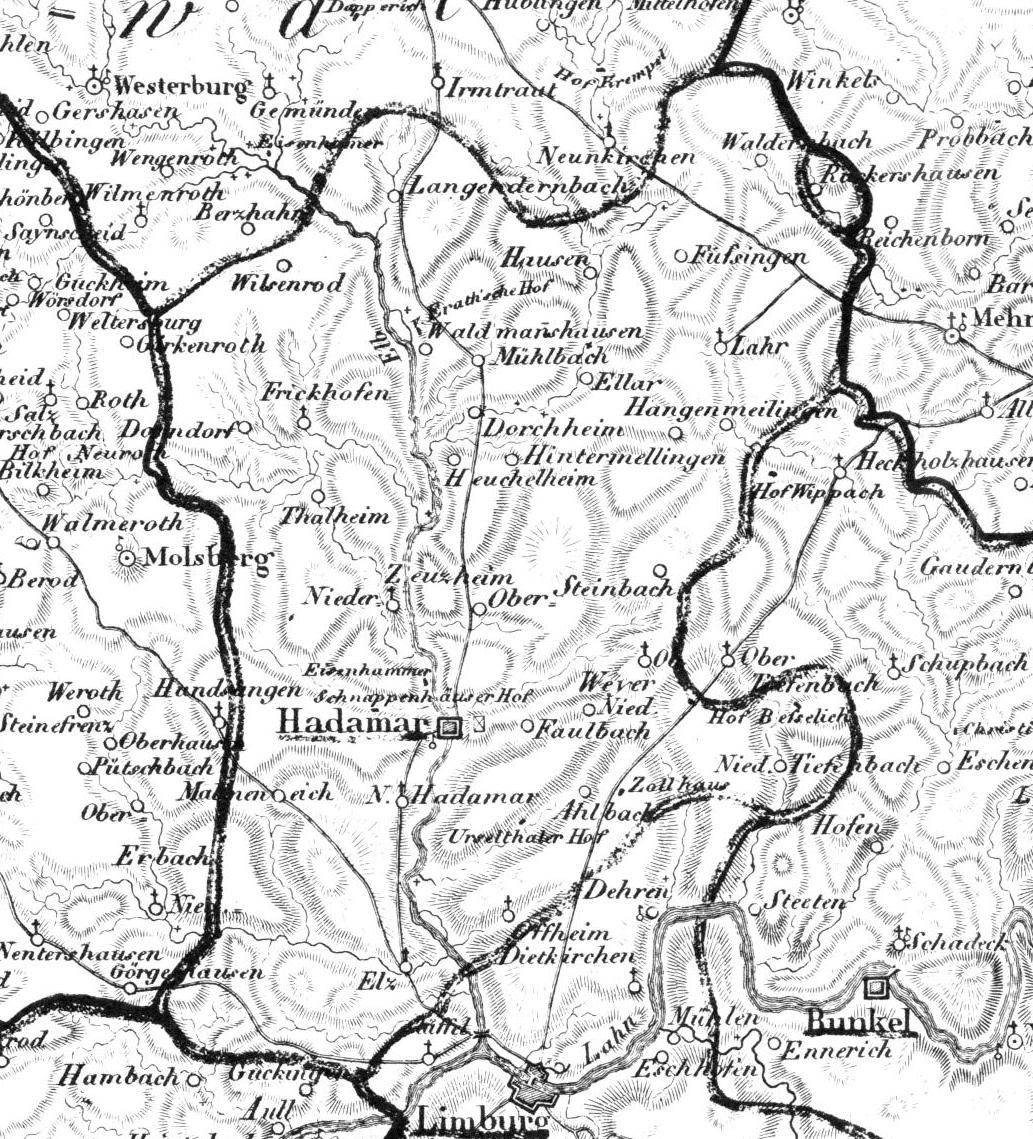
Karte von 1828 des Amt Hadamar im Herzogtum Nassau

Im Jahr 1806 wurde Dorchheim in das Großherzogtum Berg eingegliedert. Der Ort gehörte zur Mairie Frickhofen im Canton Hadamar. Dieser gehört zum Arrondissement Dillenburg und damit zum Département Sieg. Während der Zugehörigkeit zum Großherzogtum Berg traten zahlreiche neue Rechtsordnungen ein. Auf das Ortsbild wirkte sich das Verbot von Strohdächern 1810 am stärksten aus. Diese Verordnung sollte im Brandfall das Überspringen des Feuers auf weitere Gebäude verhindern. Dem Brandschutz diente auch die Einführung von Schornsteinfegern. Mit der Schulreform im Großherzogtum Berg 1810 wurde die Schule in die Trägerschaft der Zivilgemeinde übergeben und ein ganzjähriger Schulbetrieb eingerichtet. Am 13. September 1811 wurde der Mühlenbann aufgehoben.
Nach der Niederlage Napoléon Bonapartes in der Völkerschlacht bei Leipzig wurde die Oranisch-Nassauische Landeshoheit kurzzeitig wiederhergestellt. Das Haus Oranien-Nassau tauschte seinen Besitz auf dem Westerwald schon auf dem Wiener Kongress mit dem Königreich Preußen gegen Luxemburg. Das Königreich Preußen übergab noch am selben Tag das Gebiet an das Herzogtum Nassau. Bei der Neugliederung der Ämter im Herzogtum Nassau 1816 wurde Dorchheim dem Amt Hadamar zugeschlagen.
Im Jahr 1843 bestand das Dorf aus 63 Häusern. Im Oktober 1848 erreichte die Deutsche Revolution den Westerwald. Nach anfänglichen Tumulten und Steuerverweigerungen brach offener Widerstand aus, als das Militär versuchte die Steuern zu pfänden. Am 5. Februar 1849 kam es im Amt Hadamar zu flächendeckenden Ausschreitungen, an denen sich wahrscheinlich auch Bürger aus Dorchheim beteiligten. Durch die Zehntablösung in Nassau Weihnachten 1848 trat eine merkliche Besserung der wirtschaftlichen Verhältnisse ein.
Nach der Annexion des Herzogtums Nassau im Oktober 1866 gehörte Dorchheim wieder zum Königreich Preußen. Dort gehörte es der Provinz Hessen-Nassau und dem Regierungsbezirk Wiesbaden an. Im Jahr 1866 wurde durch die preußische Kreis- und Provinzialordnung die nassauische Ämterteilung aufgehoben. Der Ort gehörte zum Oberlahnkreis und ab 1886 zum neu gegründeten Kreis Limburg.
Im Jahr 1882/83 wurde in Dorchheim eine ständige Postfiliale eingerichtet. Am 1. November 1896 wurde der Ort zu einer eigenständigen Pfarrvikarie erhoben, die am 1. Oktober 1944 in eine Pfarrei umgewandelt wurde.

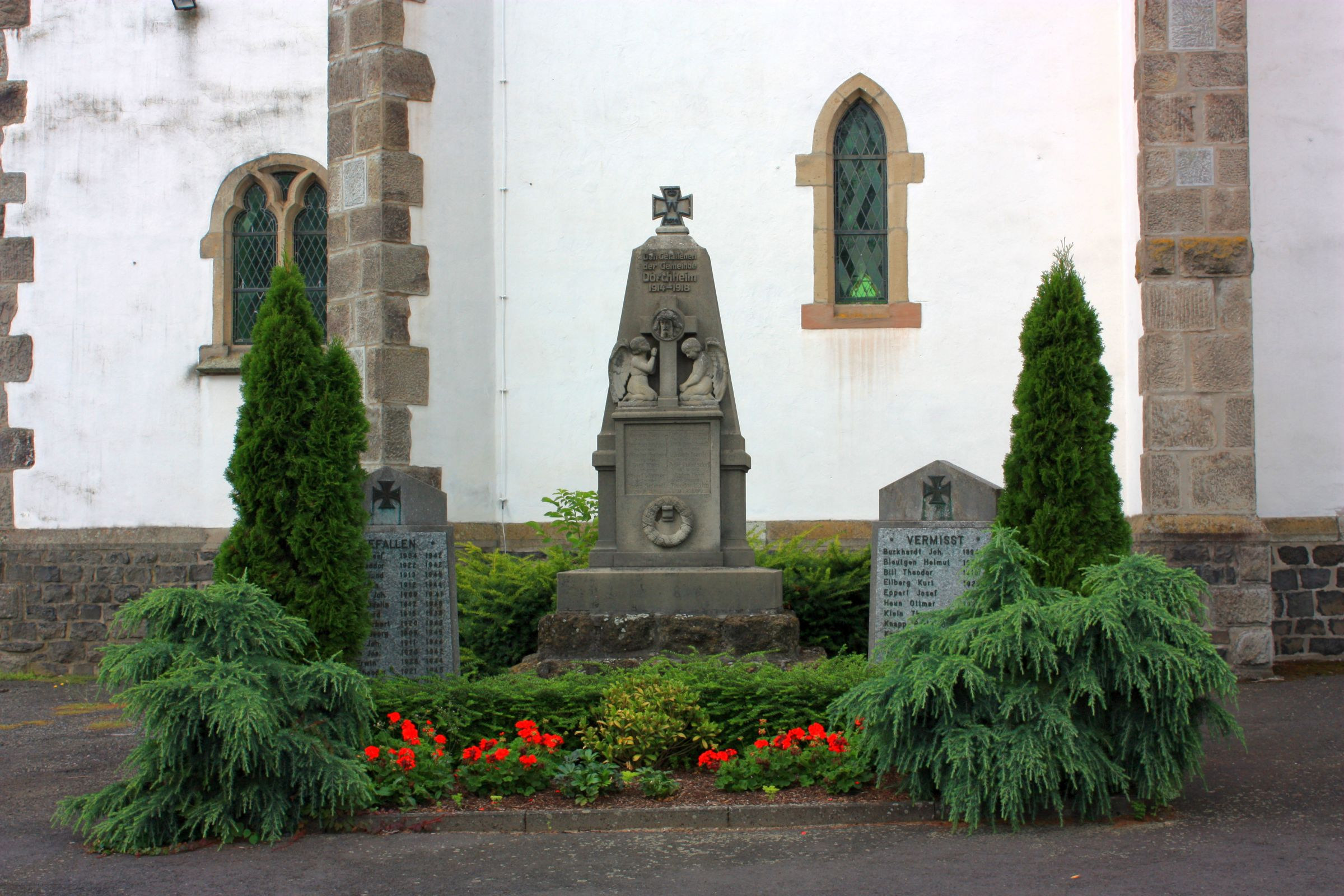
Das Ehrenmal für die Gefallenen der beiden Weltkriege

Im Ersten Weltkrieg sind 12 Einwohner bei Kampfhandlungen gefallen oder wurden als vermisst gemeldet. Während des Zweiten Weltkriegs fielen 14 Einwohner, neun Einwohner wurden als vermisst gemeldet.
Im Jahr 1945 wurde der Ort der US-amerikanischen Besatzungszone zugeteilt und wurde somit Teil Hessens. Der Ort gehörte zum Regierungsbezirk Wiesbaden. Mit dessen Auflösung 1968 wurde er Teil des Regierungsbezirks Darmstadt und 1981 Teil des Regierungsbezirk Gießens. 1974 wurde der Ort Teil des neu geschaffenen Landkreises Limburg-Weilburg.
Hessische Gebietsreform (1970–1977)
Dorchheim, Hangenmeilingen und Heuchelheim fusionierten freiwillig am 1. Februar 1971 im Zuge der Gebietsreform in Hessen zur neuen Gemeinde Elbtal.  Dorchheim wurde Sitz der Gemeindeverwaltung. Am 1. Juli 1973 schloss sich der Ort Elbgrund, aus den ehemaligen Ortsteilen Waldmannshausen und Mühlbach bestehend, der Gemeinde an.
Ortsbezirke nach der Hessischen Gemeindeordnung wurden nicht errichtet.

### Verwaltungsgeschichte im Überblick
Die folgende Liste zeigt die Staaten bzw. Herrschaftsgebiete und deren untergeordnete Verwaltungseinheiten, in denen Dorchheim lag:
- Im Früh- und Hochmittelalter: Herrschaft Ellar. Die Herrschaft Ellar bestand im Früh- und Hochmittelalter aus den Zenten Lahr, Elsoff (Westerwaldkreis, Rheinland-Pfalz), Niederzeuzheim und Frickhofen (Bleseberg), weshalb die Herrschaft auch als die „Vier Zehnten“ bezeichnet wurde.
- bis 1367: Heiliges Römisches Reich, Grafschaft Diez (1337–1405 als Pfand zur Grafschaft Hadamar)
- 1367–1405: Heiliges Römisches Reich, als Teil der „Vier Zehnten“ Grafschaft Katzenelnbogen
- 1405–1479: Heiliges Römisches Reich, „Vier Zehnten“ (1/3 im Besitz von Nassau-Dillenburg und 2/3 im Besitz der Grafschaft Katzenelnbogen)
- 1479–1534: Heiliges Römisches Reich, „Vier Zehnten“ (2/3 der Landgrafschaft Hessen und 1/3 den Grafen von Nassau-Dillenburg)
- 1534–1557: Heiliges Römisches Reich, „Vier Zehnten“ (Landgrafschaft Hessen, die Grafen von Nassau-Dillenburg und Kurtrier je 1/3)
- 1557–1606: Heiliges Römisches Reich, Grafschaft Sayn, „Vier Zehnten“
- 1606–1650: Heiliges Römisches Reich, Grafschaft Nassau-Hadamar, „Vier Zehnten“
- 1650–1711: Heiliges Römisches Reich, Fürstentum Nassau-Hadamar, Amt Mengerskirchen
- 1717–1743: Heiliges Römisches Reich, Fürstentum Nassau-Dillenburg, Amt Mengerskirchen
- 1743–1806: Heiliges Römisches Reich, Grafen von Nassau-Diez als Teil des Fürstentums Nassau-Oranien, Amt Mengerskirchen
- 1806–1813: Großherzogtum Berg, Département Sieg, Arrondissement Dillenburg, Kanton Hadamar
- 1813–1815: Fürstentum Nassau-Oranien, Amt Mengerskirchen
- ab 1816: Herzogtum Nassau, Amt Hadamar
- ab 1849: Herzogtum Nassau, Kreisamt Hadamar[Anm. 1]
- ab 1854: Herzogtum Nassau, Amt Hadamar
- ab 1867: Norddeutscher Bund[Anm. 2], Königreich Preußen, Provinz Hessen-Nassau, Regierungsbezirk Wiesbaden, Oberlahnkreis[Anm. 3]
- ab 1871: Deutsches Reich, Königreich Preußen, Provinz Hessen-Nassau, Regierungsbezirk Wiesbaden, Oberlahnkreis
- ab 1886: Deutsches Reich, Königreich Preußen, Provinz Hessen-Nassau, Regierungsbezirk Wiesbaden, Kreis Limburg
- ab 1918: Deutsches Reich, Freistaat Preußen, Provinz Hessen-Nassau, Regierungsbezirk Wiesbaden, Kreis Limburg
- ab 1944: Deutsches Reich, Freistaat Preußen, Provinz Nassau, Landkreis Limburg
- ab 1945: Amerikanische Besatzungszone, Groß-Hessen, Regierungsbezirk Wiesbaden, Landkreis Limburg
- ab 1946: Amerikanische Besatzungszone, Land Hessen, Regierungsbezirk Wiesbaden, Landkreis Limburg
- ab 1949: Bundesrepublik Deutschland, Land Hessen, Regierungsbezirk Wiesbaden, Landkreis Limburg
- ab 1968: Bundesrepublik Deutschland, Land Hessen, Regierungsbezirk Darmstadt, Kreis Limburg
- ab 1971: Bundesrepublik Deutschland, Land Hessen, Regierungsbezirk Darmstadt, Landkreis Limburg, Gemeinde Elbtal[Anm. 4]
- ab 1974: Bundesrepublik Deutschland, Land Hessen, Regierungsbezirk Darmstadt, Landkreis Limburg-Weilburg, Gemeinde Elbtal
- ab 1981: Bundesrepublik Deutschland, Land Hessen, Regierungsbezirk Gießen, Landkreis Limburg-Weilburg, Gemeinde Elbtal

## Bevölkerung

### Einwohnerentwicklung
Bis 1624 wurde die Anzahl der Einwohner von Dorchheim gemeinsam mit Mühlbach und Waldmannshausen erfasst, so dass keine Einzelwerte zur Verfügung stehen.
| • 1679: | 21 Familien |

| Dorchheim: Einwohnerzahlen von 1834 bis 2020 | Dorchheim: Einwohnerzahlen von 1834 bis 2020 | Dorchheim: Einwohnerzahlen von 1834 bis 2020 | Dorchheim: Einwohnerzahlen von 1834 bis 2020 | Dorchheim: Einwohnerzahlen von 1834 bis 2020 |
| --- | -------------------------------------------- | -------------------------------------------- | -------------------------------------------- | -------------------------------------------- |
| Jahr |                                              |                                              |                                              | Einwohner                                    |
| 1834 | 1834                                         |                                              | 345                                          | 345                                          |
| 1840 | 1840                                         |                                              | 405                                          | 405                                          |
| 1846 | 1846                                         |                                              | 440                                          | 440                                          |
| 1852 | 1852                                         |                                              | 464                                          | 464                                          |
| 1858 | 1858                                         |                                              | 450                                          | 450                                          |
| 1864 | 1864                                         |                                              | 448                                          | 448                                          |
| 1871 | 1871                                         |                                              | 442                                          | 442                                          |
| 1875 | 1875                                         |                                              | 496                                          | 496                                          |
| 1885 | 1885                                         |                                              | 423                                          | 423                                          |
| 1895 | 1895                                         |                                              | 418                                          | 418                                          |
| 1905 | 1905                                         |                                              | 425                                          | 425                                          |
| 1910 | 1910                                         |                                              | 412                                          | 412                                          |
| 1925 | 1925                                         |                                              | 408                                          | 408                                          |
| 1939 | 1939                                         |                                              | 428                                          | 428                                          |
| 1946 | 1946                                         |                                              | 467                                          | 467                                          |
| 1950 | 1950                                         |                                              | 567                                          | 567                                          |
| 1956 | 1956                                         |                                              | 588                                          | 588                                          |
| 1961 | 1961                                         |                                              | 570                                          | 570                                          |
| 1967 | 1967                                         |                                              | 608                                          | 608                                          |
| 1970 | 1970                                         |                                              | 613                                          | 613                                          |
| 1987 | 1987                                         |                                              | 578                                          | 578                                          |
| 1991 | 1991                                         |                                              | 735                                          | 735                                          |
| 2000 | 2000                                         |                                              | ?                                            | ?                                            |
| 2011 | 2011                                         |                                              | 660                                          | 660                                          |
| 2020 | 2020                                         |                                              | 643                                          | 643                                          |
| Datenquelle: Historisches Gemeindeverzeichnis für Hessen: Die Bevölkerung der Gemeinden 1834 bis 1967. Wiesbaden: Hessisches Statistisches Landesamt, 1968. Weitere Quellen: LAGIS; Gemeinde Elbtal; Zensus 2011 |                                              |                                              |                                              |                                              |

### Einwohnerstruktur 2011
Nach den Erhebungen des Zensus 2011 lebten am Stichtag dem 9. Mai 2011 in Dorchheim 660 Einwohner. Darunter waren 33 (5,0 %) Ausländer.
Nach dem Lebensalter waren 126 Einwohner unter 18 Jahren, 279 zwischen 18 und 49, 132 zwischen 50 und 64 und 120 Einwohner waren älter.
Die Einwohner lebten in 276 Haushalten. Davon waren 75 Singlehaushalte, 78 Paare ohne Kinder und 90 Paare mit Kindern, sowie 27 Alleinerziehende und 6 Wohngemeinschaften. In 54 Haushalten lebten ausschließlich Senioren und in 168 Haushaltungen lebten keine Senioren.

### Religionszugehörigkeit
| • 1885: | 10 evangelische (= 2,36 %), 413 katholische (= 97,64 %) Einwohner |
| • 1961: | 51 evangelische (= 8,95 %), 514 katholische (= 90,18 %) Einwohner |

## Religion
Die vorherrschende Konfession und das einzige Gotteshaus im Ort sind römisch-katholisch. Der Kirchort „St. Nikolaus Dorchheim“ gehört zur Pfarrei „St. Blasius im Westerwald“ des Bistums Limburg.

## Politik

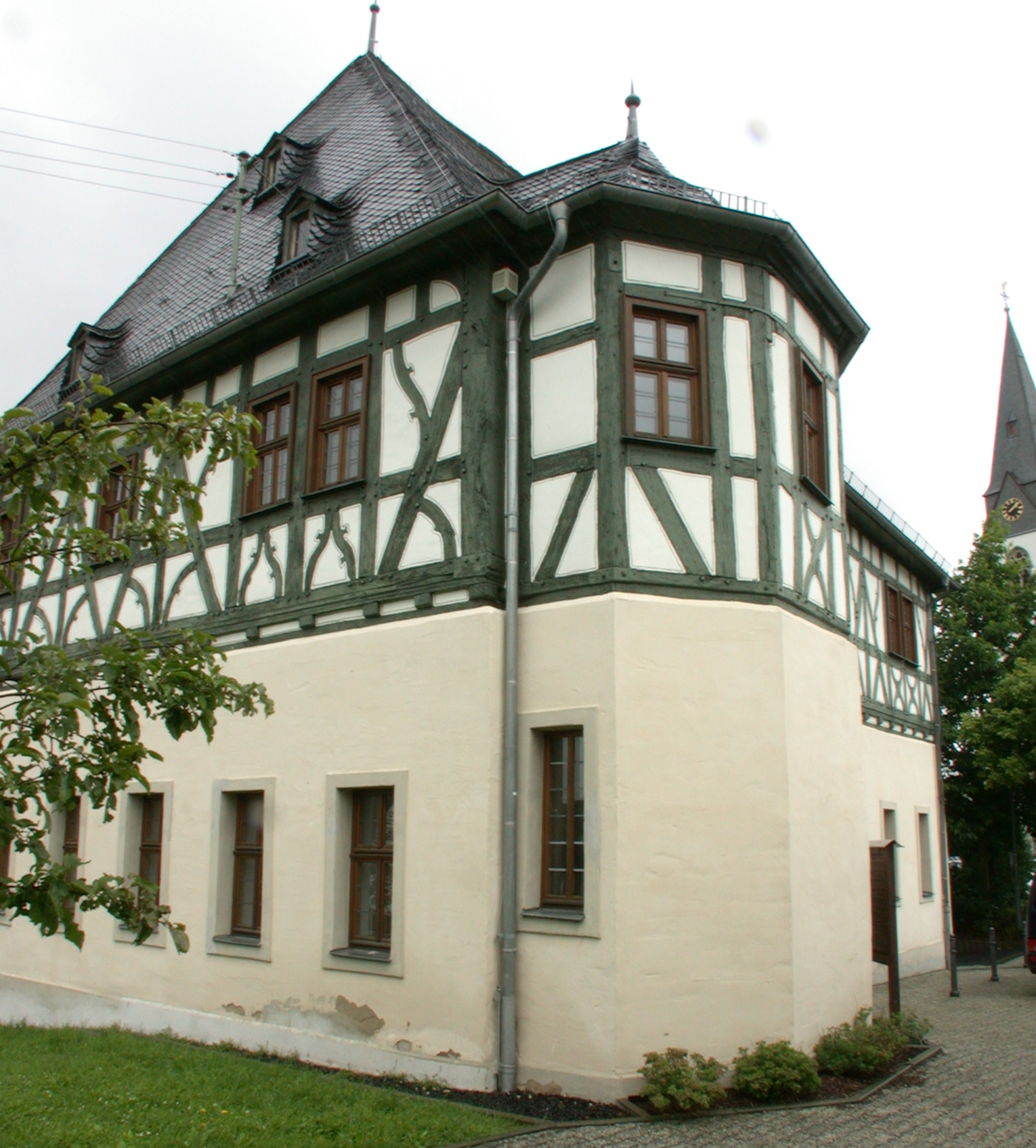
Das Gebäude des Marienstätter Hof ist heute Rathaus der Gemeinde Elbtal

Der Ort gehört bei Wahlen zum Deutschen Bundestag zum Wahlkreis „Rheingau-Taunus – Limburg“ (179), für Wahlen zum Hessischen Landtag zum Wahlkreis „Limburg-Weilburg I“ (21).
Mit der Gebietsreform ist die Gemeindeverwaltung auf die Gemeinde Elbtal übergegangen. In der Gemeinde Elbtal bestehen keine Ortsbeiräte. Dorchheim ist aber Sitz der Gemeindeverwaltung geblieben.

## Kultur und Sehenswürdigkeiten

### Vereine
Auf Ortsebene bestehen der Angelsportverein Elbtal 1999, die Freiwillige Feuerwehr (gegründet 1895, einschließlich Jugendfeuerwehr seit 27. April 2000), der Brieftaubenzuchtverein „Hui Wäller“, das Blasorchester „Elbtal-Musikanten“, der Formel-1-Club Elbtal, der Dartclub „DC Schaschlik“ und die Katholische Frauengemeinschaft Dorchheim.

### Regelmäßige Veranstaltungen
Das bedeutendste Ortsfest ist die Kirmes, die zwei Wochen vor Pfingsten stattfindet.

### Bauwerke
Im Ortskern haben sich Fachwerkgebäude des 16. bis 19. Jahrhunderts erhalten. Hierbei handelt es sich teilweise um westerwaldtypische Einhäuser und teilweise um Dreiseithöfe. Diese Gebäude sind zum Teil verputzt oder verblendet.

#### Alte Kirche „St. Nikolaus“

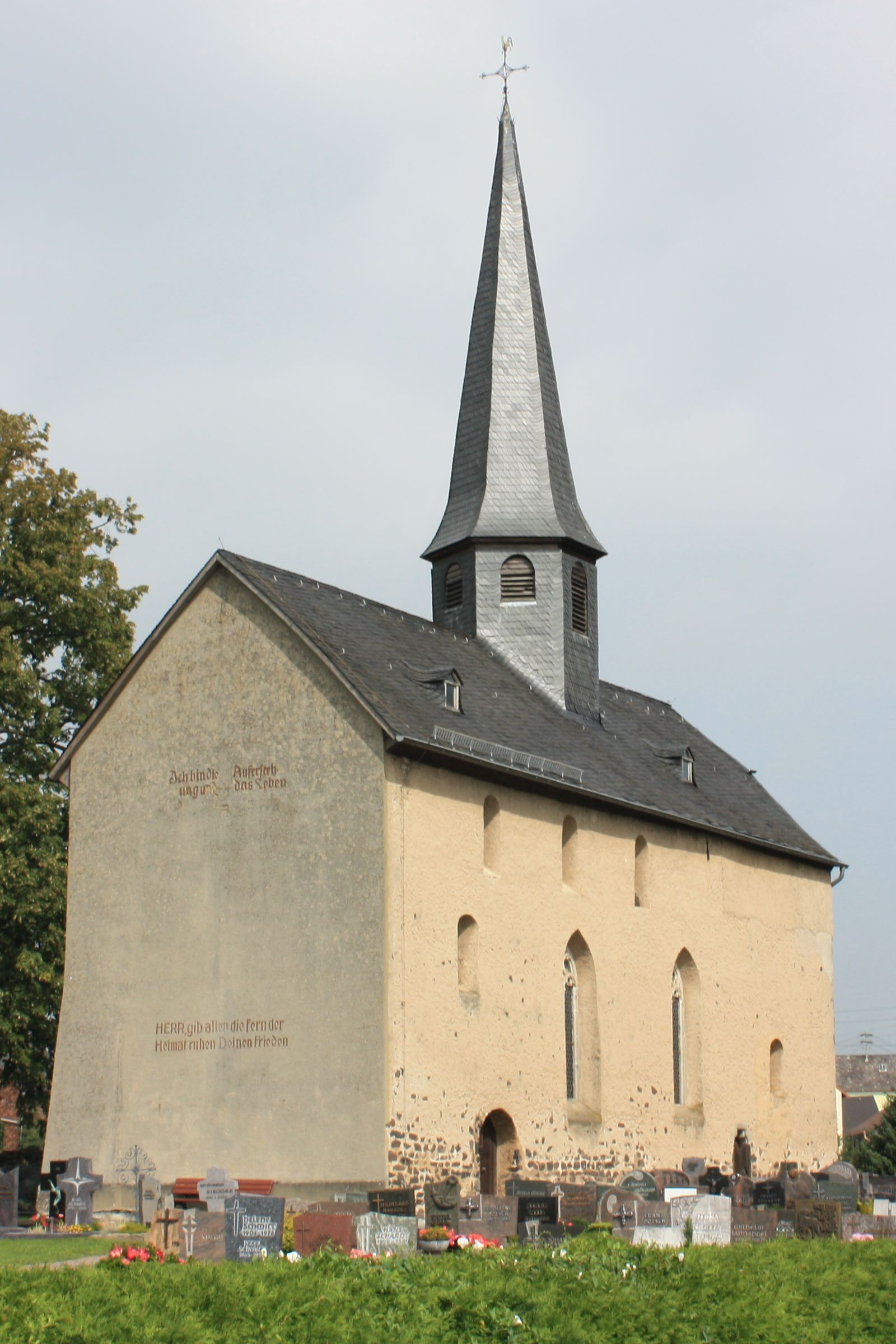
Ehemalige Dorfkirche St. Nikolaus, heute Friedhofskapelle

Die alte katholische Kirche „St. Nikolaus“ dient heute als Friedhofskapelle. Hierbei handelt es sich um einen romanischen Bau aus dem 12. Jahrhundert. Ehemals war es eine zweischiffige Basilika.
Das an der Nordseite gelegene Seitenschiff wurde zu Beginn des 16. Jahrhunderts abgebrochen. Zugleich mit dieser Veränderung und der neuen Vermauerung der Nordwand wurden in der Südwand spitzbogige Fenster eingefügt und das Hauptschiff mit einer Balkendecke versehen. Die Westempore mit ihrer spätgotischen Gestaltung könnte ebenfalls aus dieser Umbaukampagne stammen, die Südempore lässt sich auf 1702 datieren.
Der Dachreiter wurde zu einem unbekannten Zeitpunkt ergänzt, die in Fachwerk ausgeführte Gebäudeerhöhung stammt aus dem 17. oder 18. Jahrhundert. Die stimmungsvolle spätgotische Ausgestaltung mit aufwendigen Schnitzereien (Drachen, Fratzen, Heiligenköpfe) und den aus dem 15. Jahrhundert stammenden Wandgemälden des Chorraums gilt als kunstgeschichtlich bedeutsam. Die Malereien stellen insbesondere das Jüngste Gericht dar, dazu Passionsszenen und Szenen aus Heiligenlegenden. Die barocke Kanzel wurde 1734 gefertigt.
Zum Denkmal zählen auch rund zehn historische Grabsteine und ein ebenfalls älterer Teil der Friedhofsmauer.
Das Gebäude hat mehrere Restaurationskampagnen erlebt: 1960/61 wurden die Wandgemälde freigelegt. Möglicherweise zu diesem oder einem späteren Zeitpunkt wurde ein Betonboden eingebaut, der in den folgenden Jahren aber den Wasserhaushalt des Mauerwerks negativ beeinflusste und zu Schäden an den Wandgemälden führte. In einer erneuten Restaurierungskampagne nach dem Jahr 2000 wurde diese Veränderung wieder rückgängig gemacht.

Baudetails der Nikolauskapelle
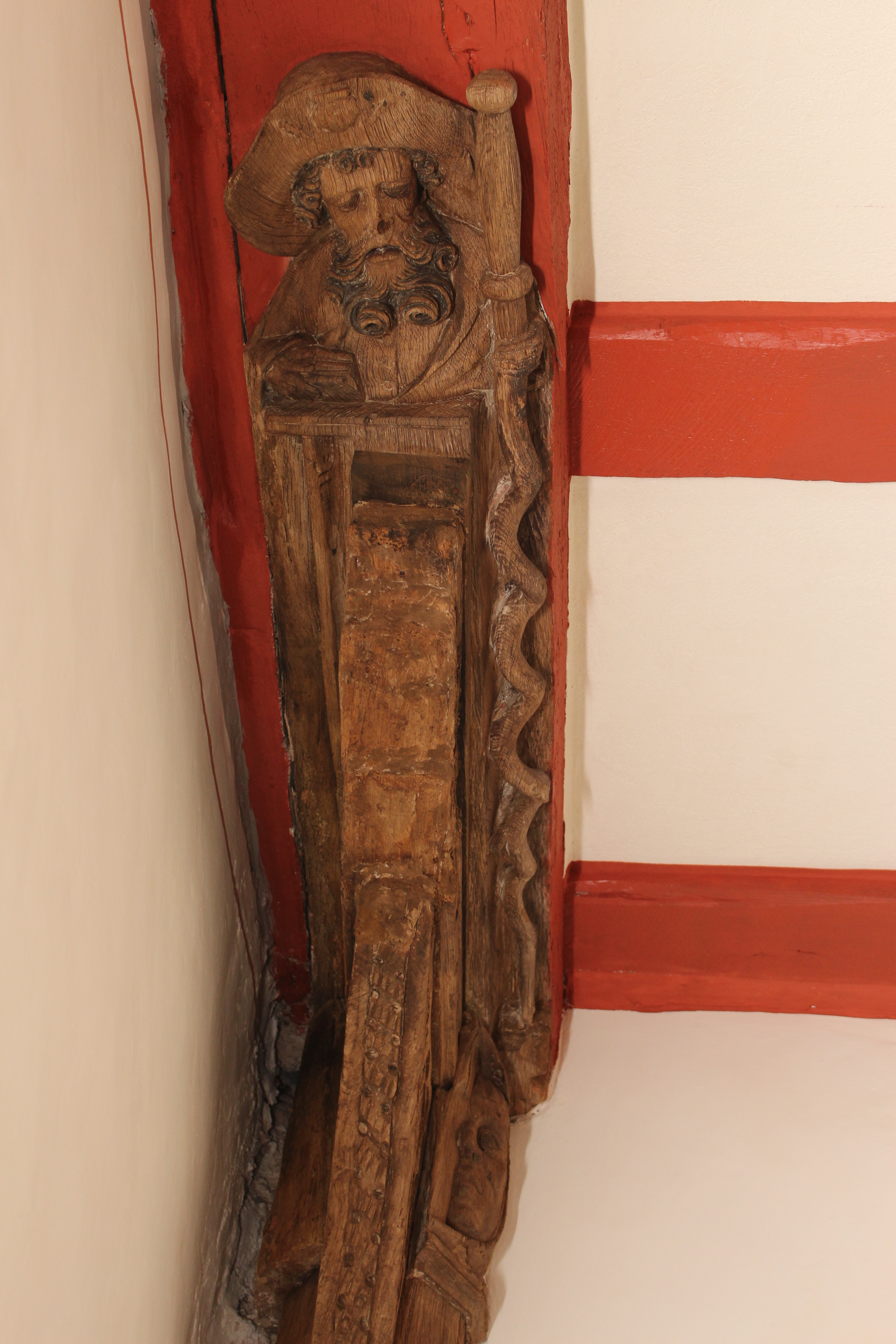
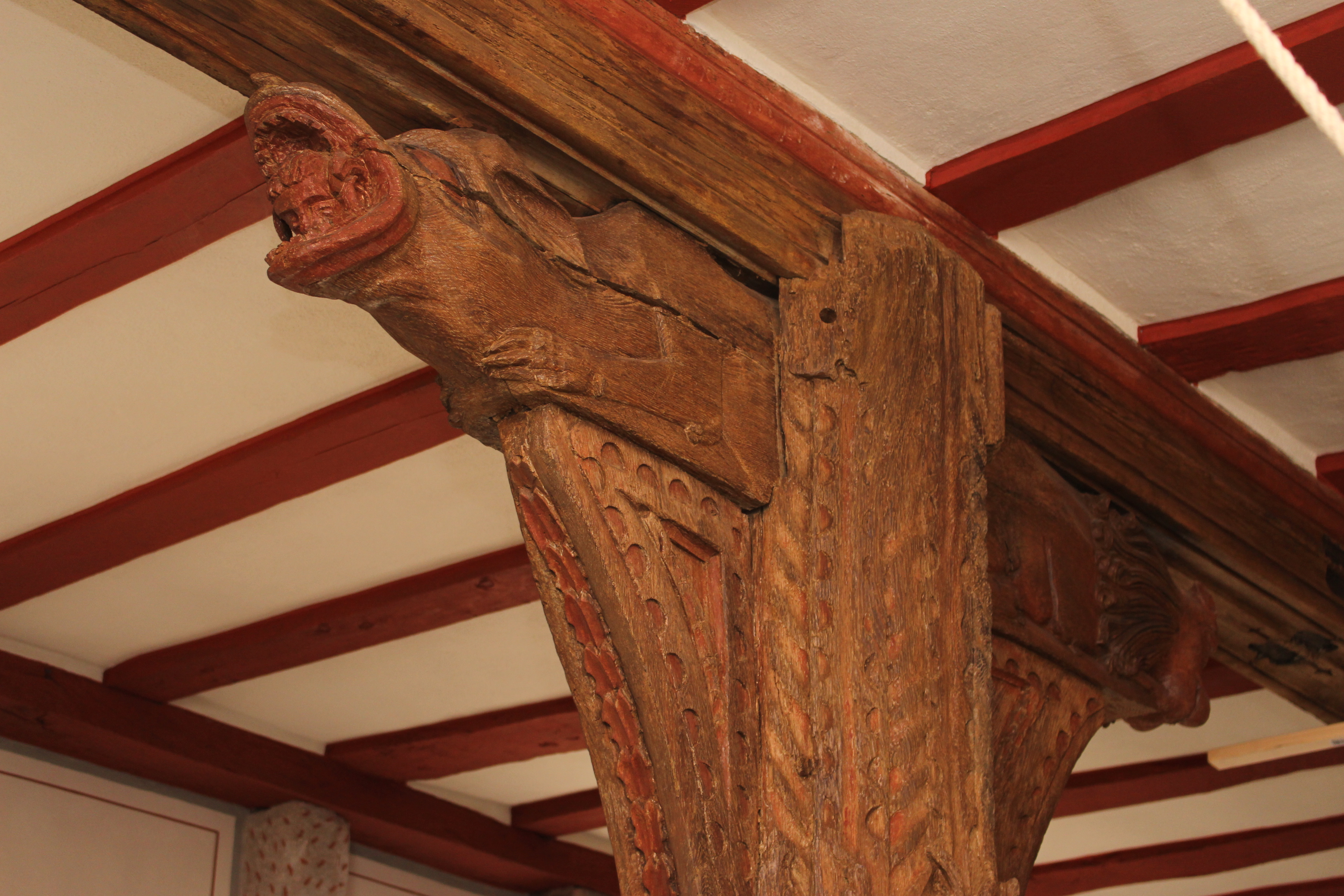
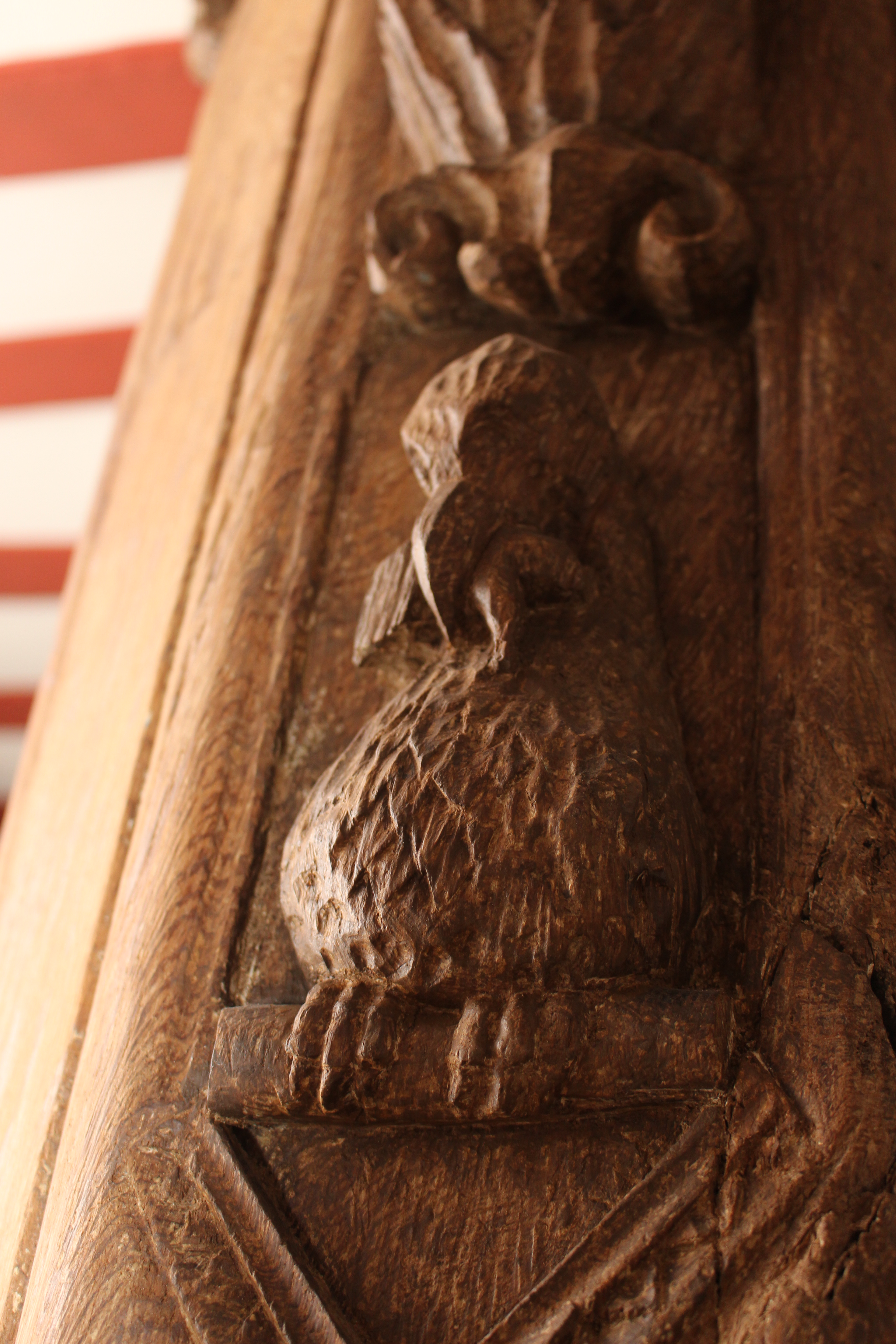
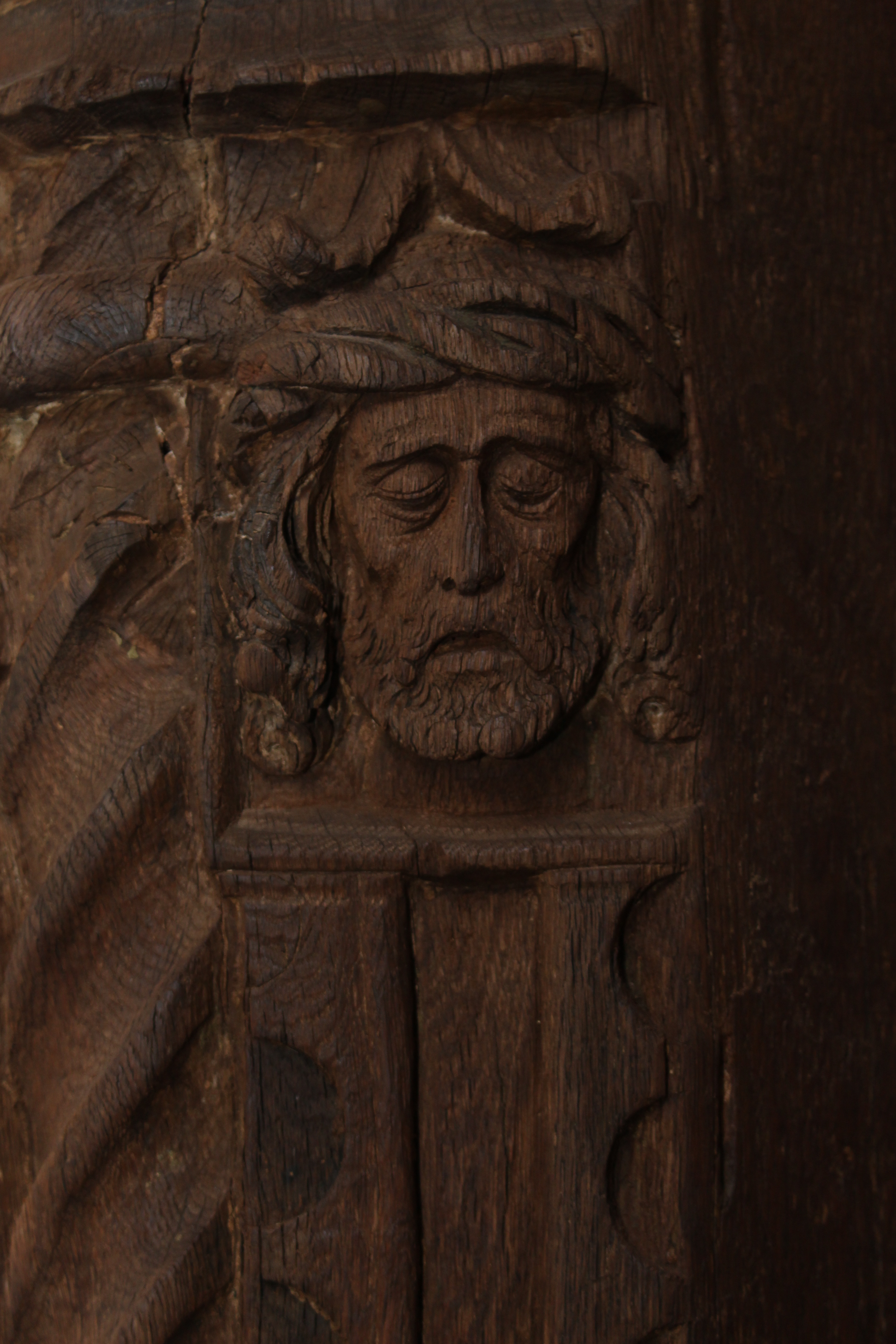
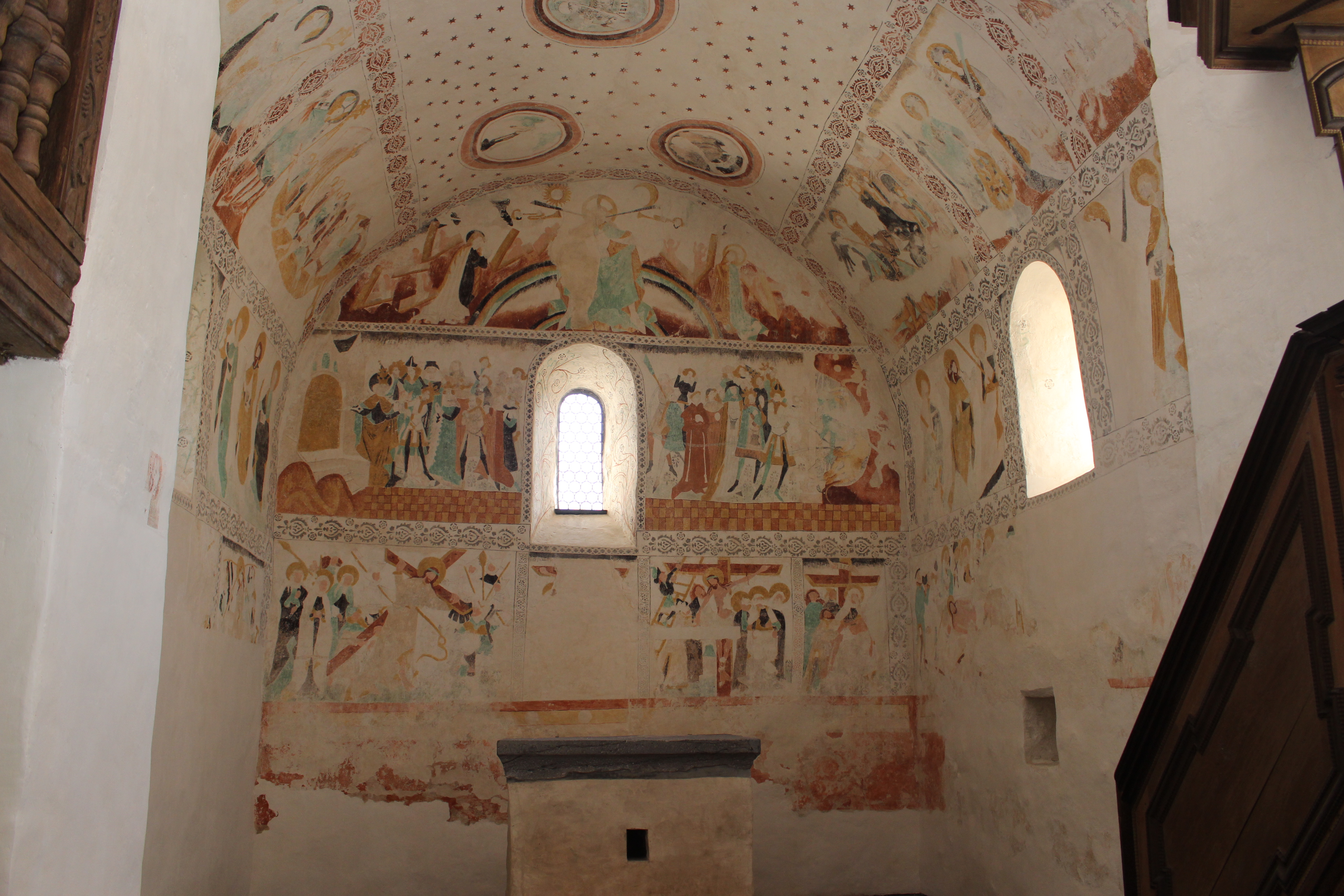

#### Pfarrkirche „St. Nikolaus“

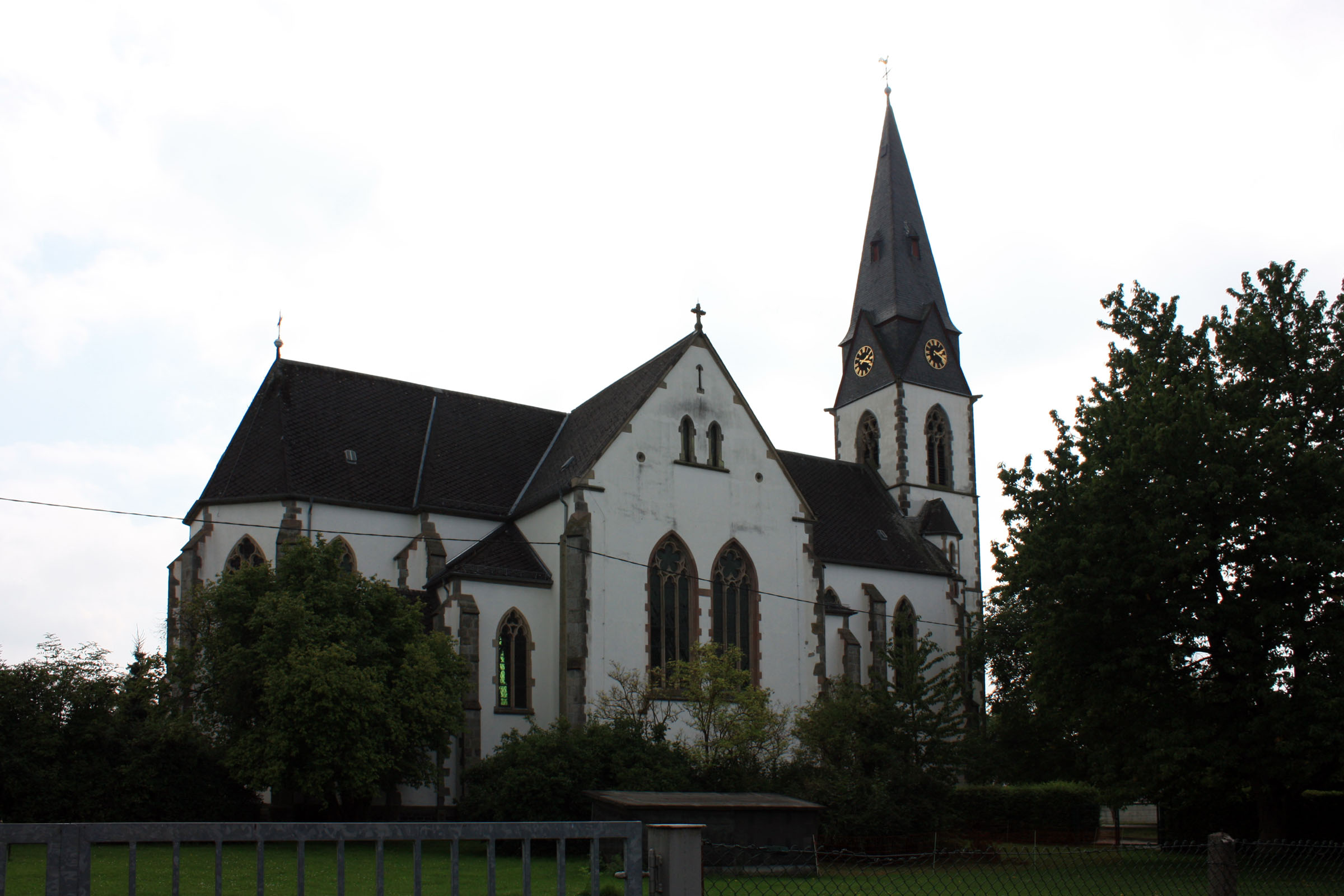
Die neogotische Kirche St. Nikolaus

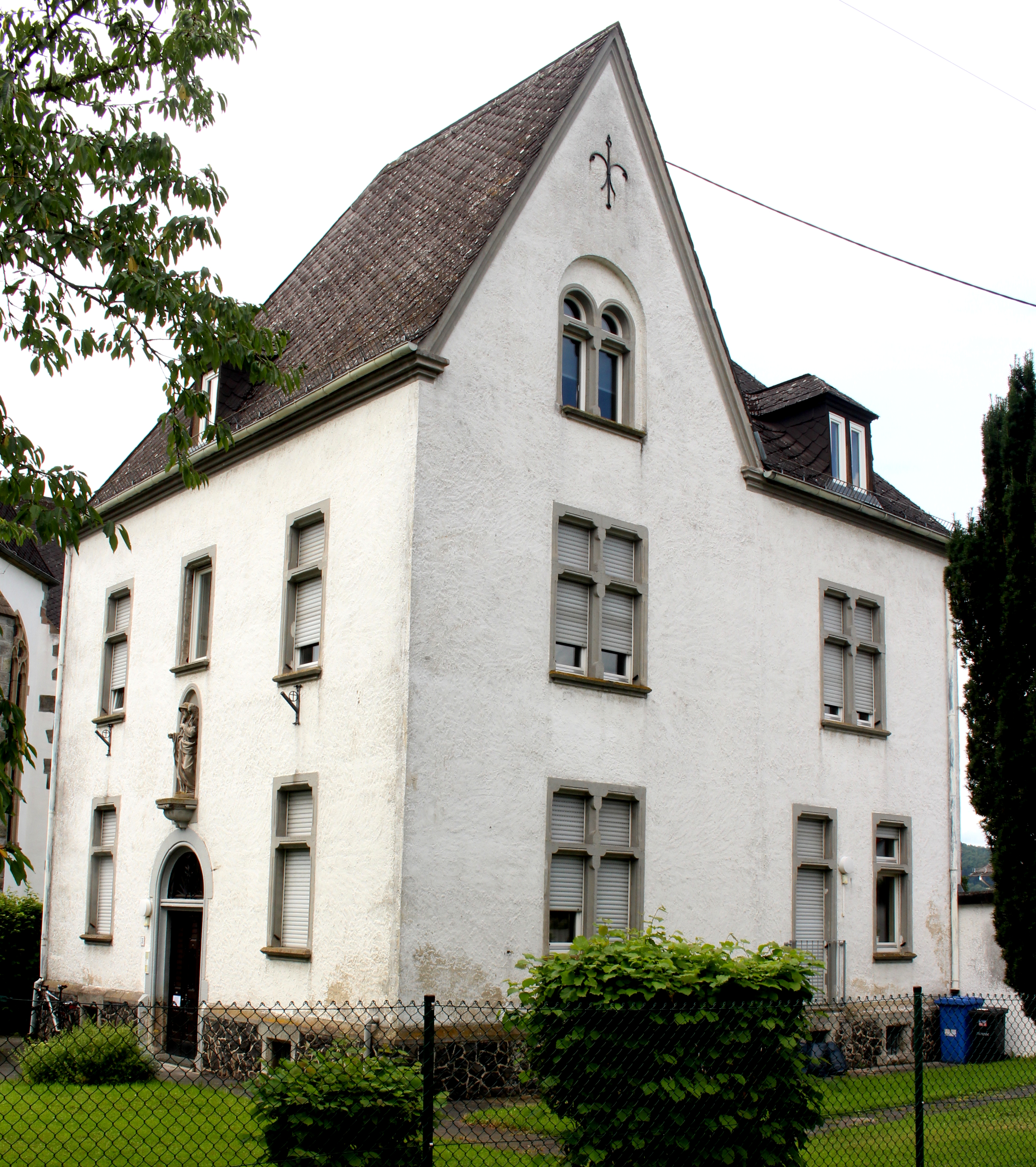
Pfarrhaus

Nach Gründung der eigenständigen Pfarrvikarie plante die Gemeinde den Neubau der katholischen Kirche „St. Nikolaus“ auf einem freien Gelände außerhalb der damaligen Ortslage, jedoch nahe am Marienstätter Hof. Der vergleichsweise schlichte neogotische Bau wurde 1905/06 errichtet. Es handelt sich um eine dreischiffige Basilika mit Querhaus und Westturm. Das breit ausgeführte Querschiff mit den freistehenden Vierungspfeilern schafft einen voluminösen, nahezu quadratischen Zentralraum. Von der Innenausstattung ist die barocke Muttergottes-Statue des 18. Jahrhunderts erwähnenswert.
Das bei der Kirche stehende Pfarrhaus wurde etwa gleichzeitig erbaut. Teil des Denkmals ist auch eine kleine Gedenkstätte für die Opfer beider Weltkriege vor der Kirche.

#### Marienstätter Hof

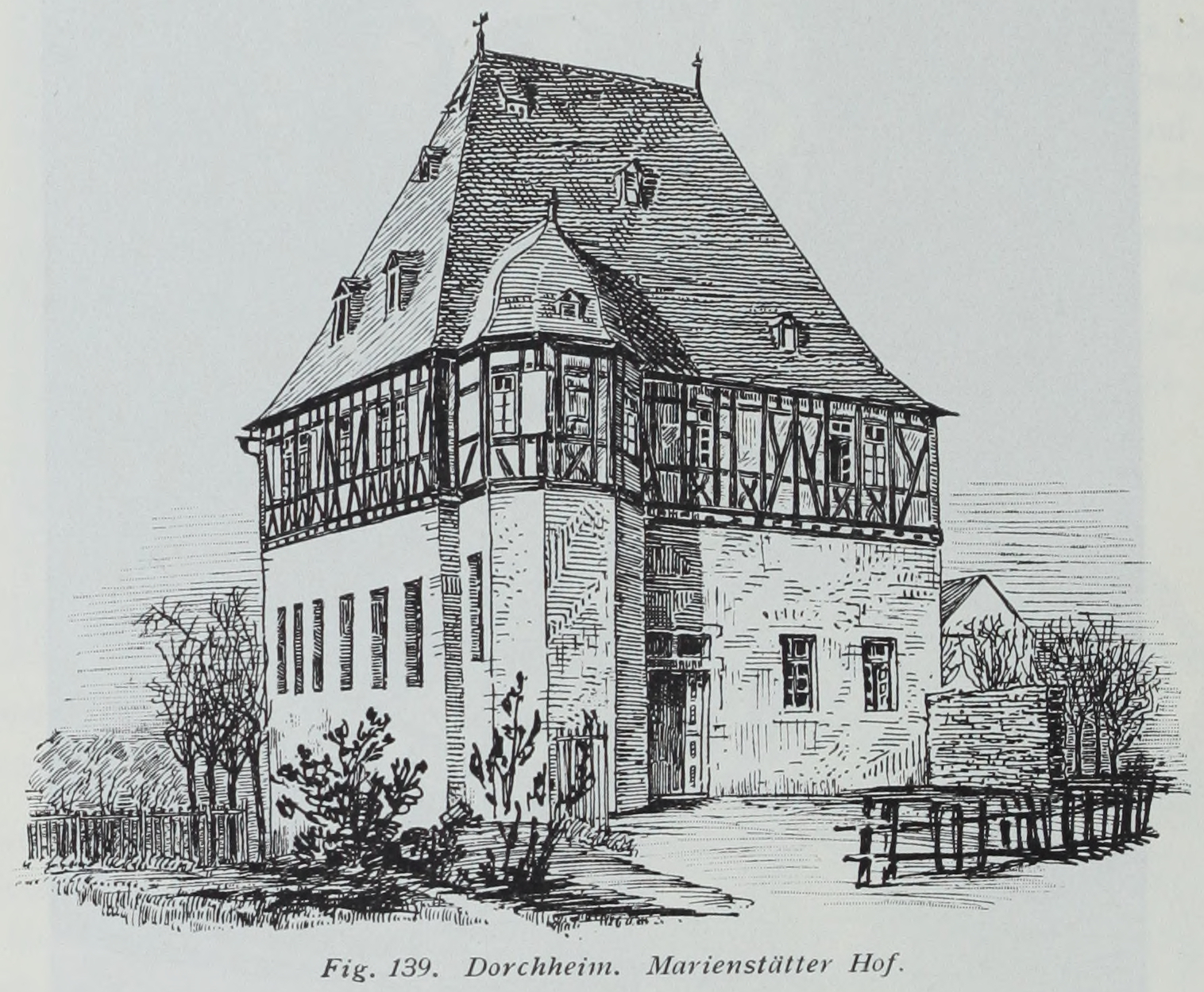
Marienstätter Hof

Der Marienstätter Hof ist die ehemalige Kellerei der Abtei Marienstatt, die seit dem 14. Jahrhundert über Güter in Dorchheim verfügte. Der Kern des Gebäudes stammt vermutlich aus dem frühen 17. Jahrhundert. Es wurde jedoch 1702 erheblich umgebaut. Insbesondere stammen das heutige Dach und die große Wendeltreppe mit gedrehter Spindel im Inneren aus dieser Umbauphase. Auch eine Zimmertür dürfte aus dieser Zeit stammen. Die Eingangstür wird auf 1731/32 datiert.
Es handelt sich um einen zweigeschossigen Bau mit hohem, zweigeschossigem Walmdach. An der Nordostecke befindet sich ein fünfeckiger Turm mit Schweifhaube. Über dem massiven Erdgeschoss befindet sich das Obergeschoss in Fachwerkbauweise, das insbesondere durch ein Brüstungsband mit Andreaskreuzen geprägt wird.
Nach 1803 diente das Gebäude als Schul-, Rat- und Backhaus. Heute beherbergt es die Gemeindeverwaltung. Adresse: Rathausstraße 1.

#### Elbbachbrücke

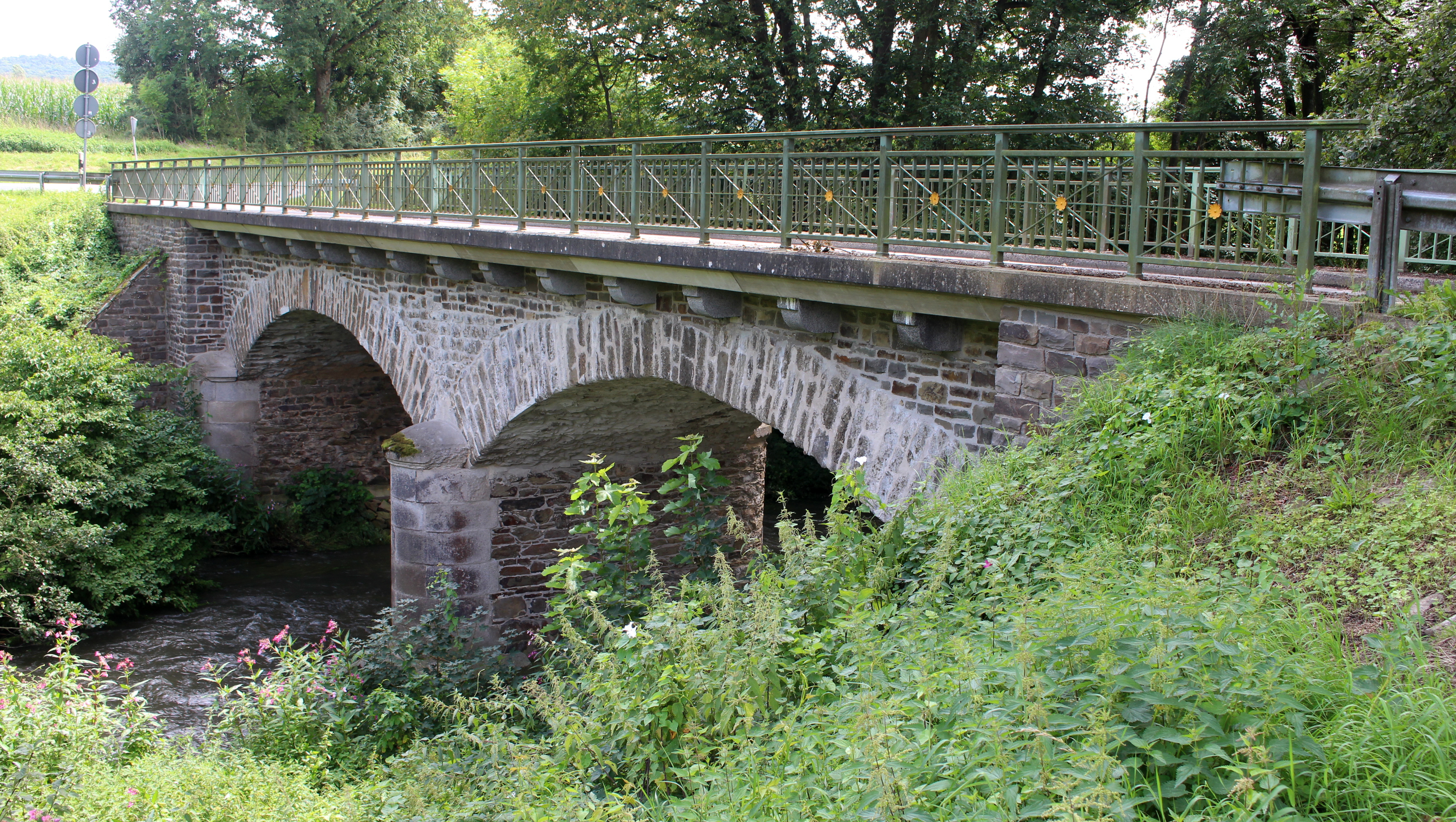
Elbbachbrücke

Um 1900 wurde diese Brücke südwestlich der Ortslage errichtet, um der neu ausgebauten Landstraße in Richtung Frickhofen den Übergang über den Elbbach zu ermöglichen. Es handelt sich um eine weit gespannte Konstruktion mit zwei flachen Segmentbögen. Das Mauerwerk ist aus sehr unregelmäßig bearbeiteten Bruchsteinen gefügt. Der Flusspfeiler und die beiden Landpfeiler tragen Bugverstärkungen aus Lahnmarmor. Das historische Geländer ist nicht mehr vorhanden.

#### Schaltstation

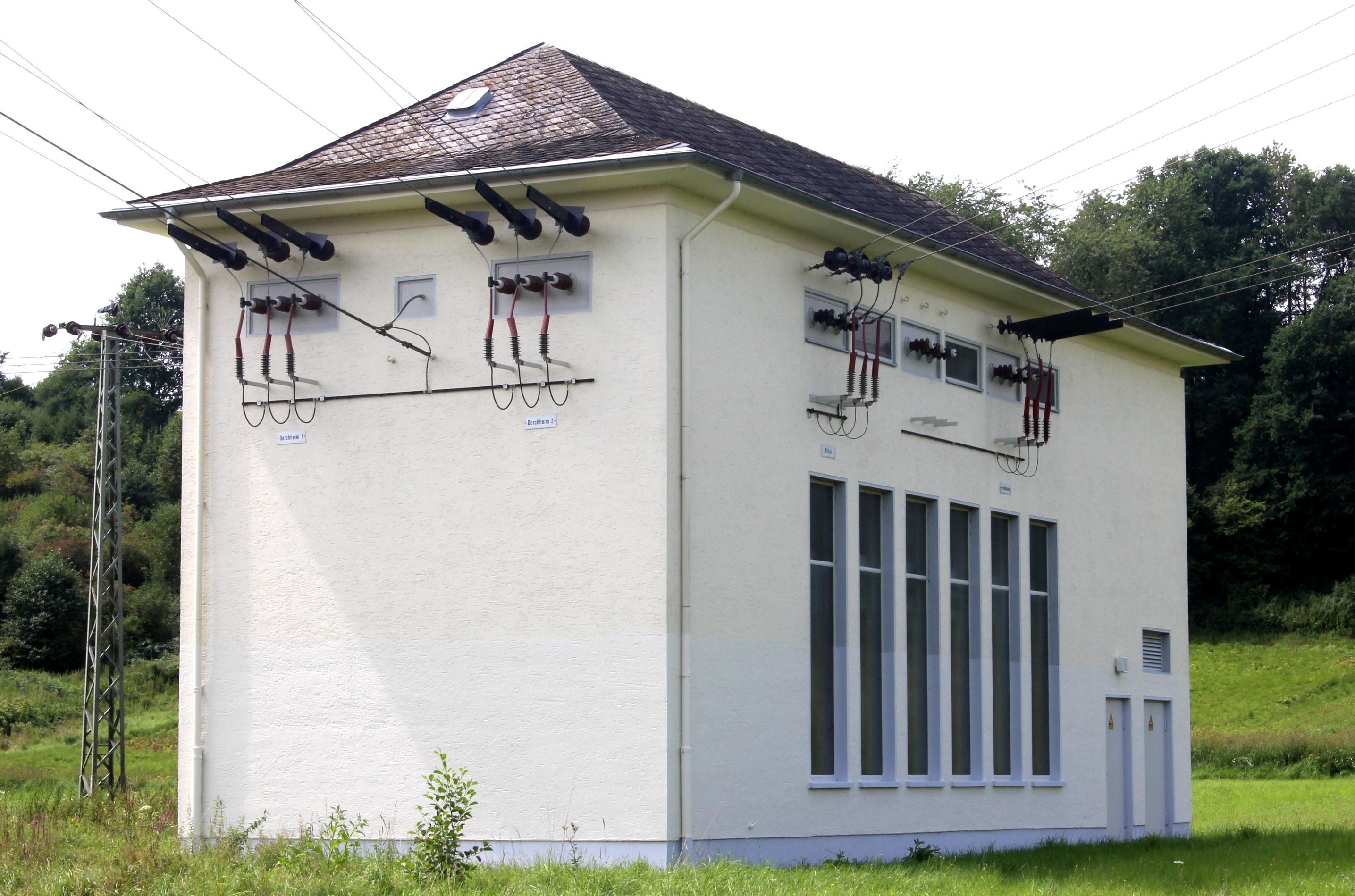
Schaltstation

Es handelt sich um eines der wenigen bauhistorisch wertvollen Energieversorgungsgebäude der Region und um eines der jüngsten Baudenkmäler in der Umgebung. Zwischen 1955 und 1956 wurde die Schaltstation nahe der Straße in Richtung Frickhofen errichtet. Sie zeigt Elemente der Neuen Sachlichkeit, etwa die schmalen, hohen Fensterschlitze und die Verwendung von Kabeleingängen und Luftschlitzen zur Fassadengestaltung. Zugleich stellen das Walmdach und die insgesamt an ein Wohnhaus angelehnte Kubatur den Versuch da, sich der regionalen Bautradition anzupassen.

#### Borngasse 1

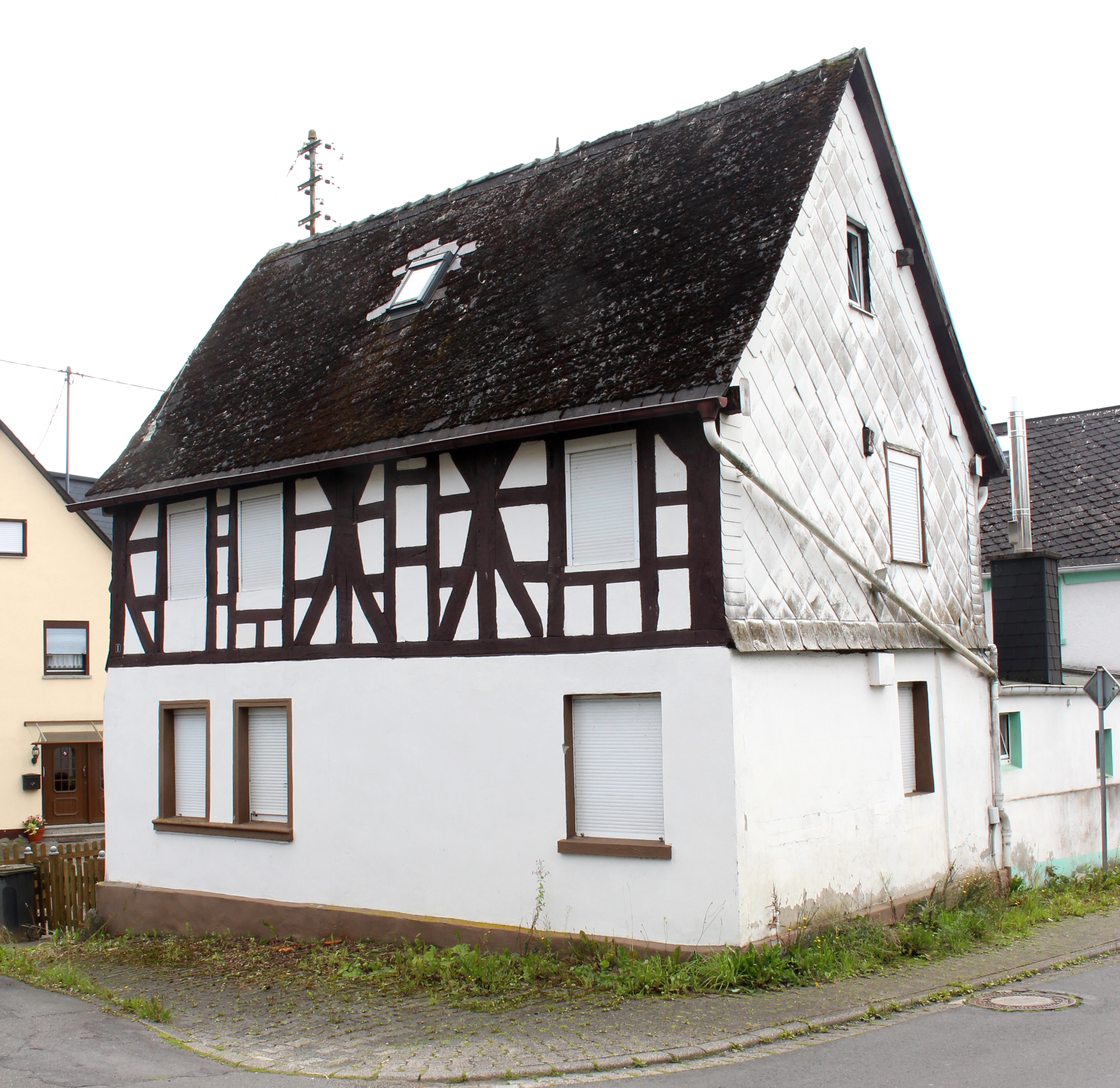
Borngasse 1

Dieses Fachwerkhaus aus der Zeit um 1700 ist durch seine Lage an der Ecke zur einstigen Hauptstraße, der heutigen Dorfstraße, hervorgehoben. Das dreizonige Fachwerk im Obergeschoss wird durch seine in breiten Hölzern ausgeführten Mannformen dominiert. Zudem sind die historischen Fenstergrößen noch teilweise erhalten.

#### Brunnenstraße 1

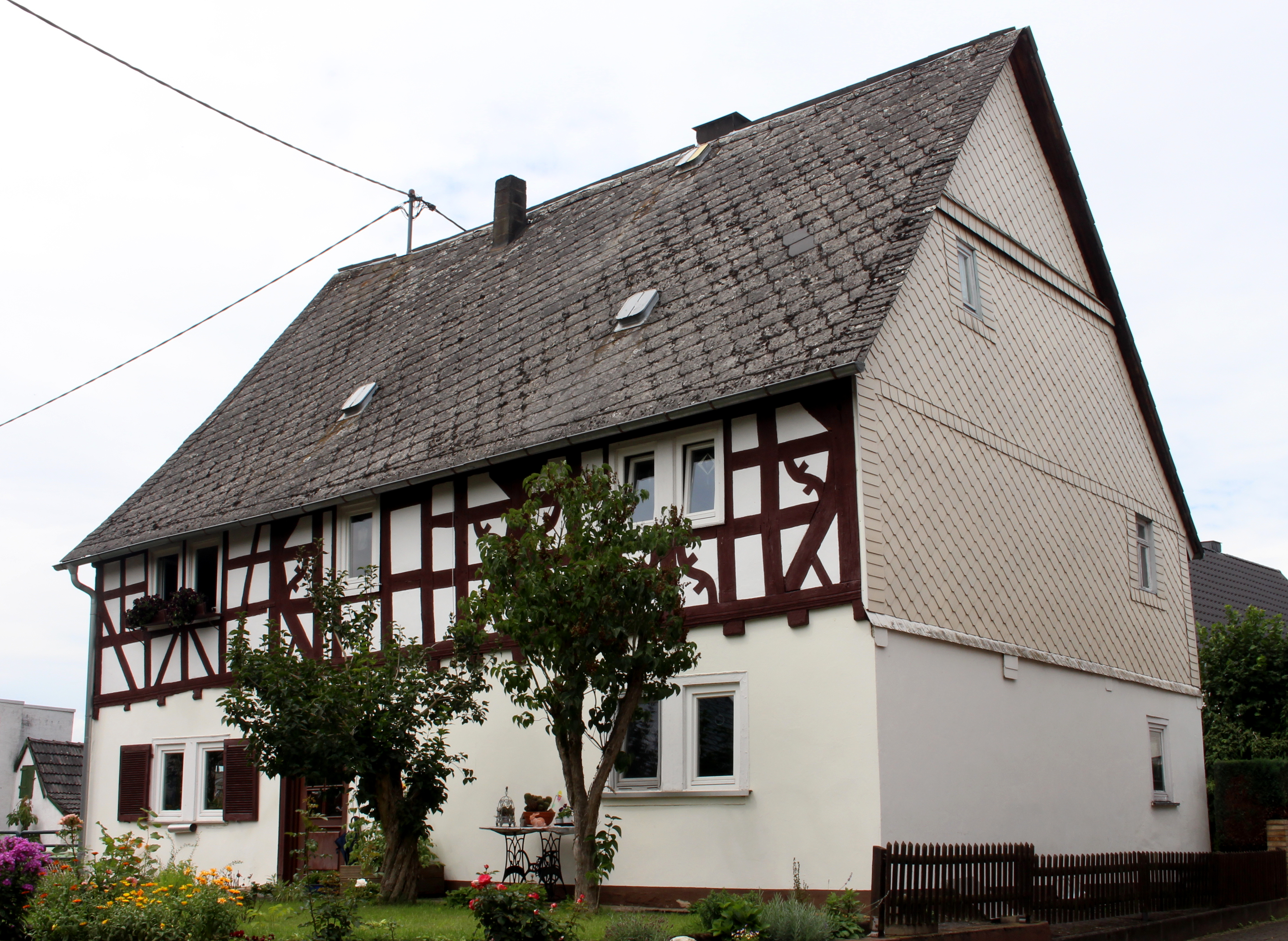
Brunnenstraße 1

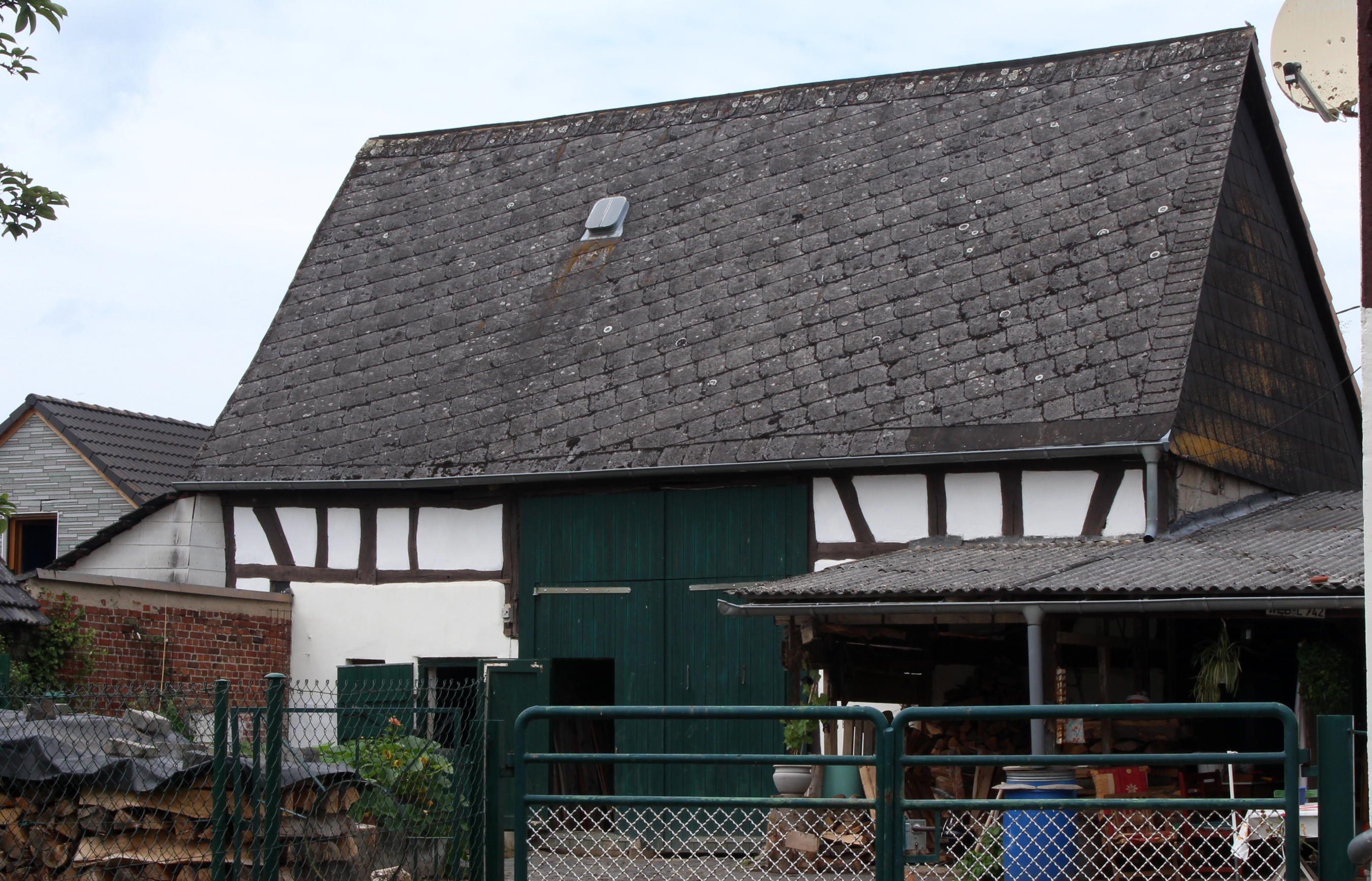
Scheune von Brunnenstraße 1

An diesem Gebäude zeigt das Fachwerk-Obergeschoss sehr deutlich die Erweiterung der ursprünglichen zweizonigen Konstruktion des 18. Jahrhunderts im 19. Jahrhundert. Der ältere Gebäudeteil verfügt über vergleichsweise reich geschmücktes Fachwerk mit genasten S-Streben, Mannformen und Profilschnitzereien an den Schwellen. Ein vermutlich zu dieser Zeit vorhandener fränkischer Erker wurde entfernt. Der Anbau des 19. Jahrhunderts zeigt ein deutlich schlichteres Fachwerk. Der Türrahmen stammt offenbar ebenfalls aus dieser Erweiterungsperiode. Unter der Schieferverkleidung des Schaugiebels zur Brunnenstraße hin befindet sich ebenfalls Fachwerk. Der Denkmalschutz erstreckt sich auch über die angrenzende, in schlichtem Fachwerk ausgeführte Scheune.

#### Brunnenstraße 2
Diese Scheune des 16. oder 17. Jahrhunderts war einer der ältesten erhaltenen Fachwerkbauten des Orts. Das sehr einfache, unregelmäßige Fachwerk wies sowohl Holzverbindungen mit Überblattungen als auch mit Verzapfungen auf, was auf zahlreiche Veränderungen und Reparaturen hindeutet. Wohl um das Jahr 2000 herum wurde das Gebäude abgerissen.

#### Dorfstraße 8

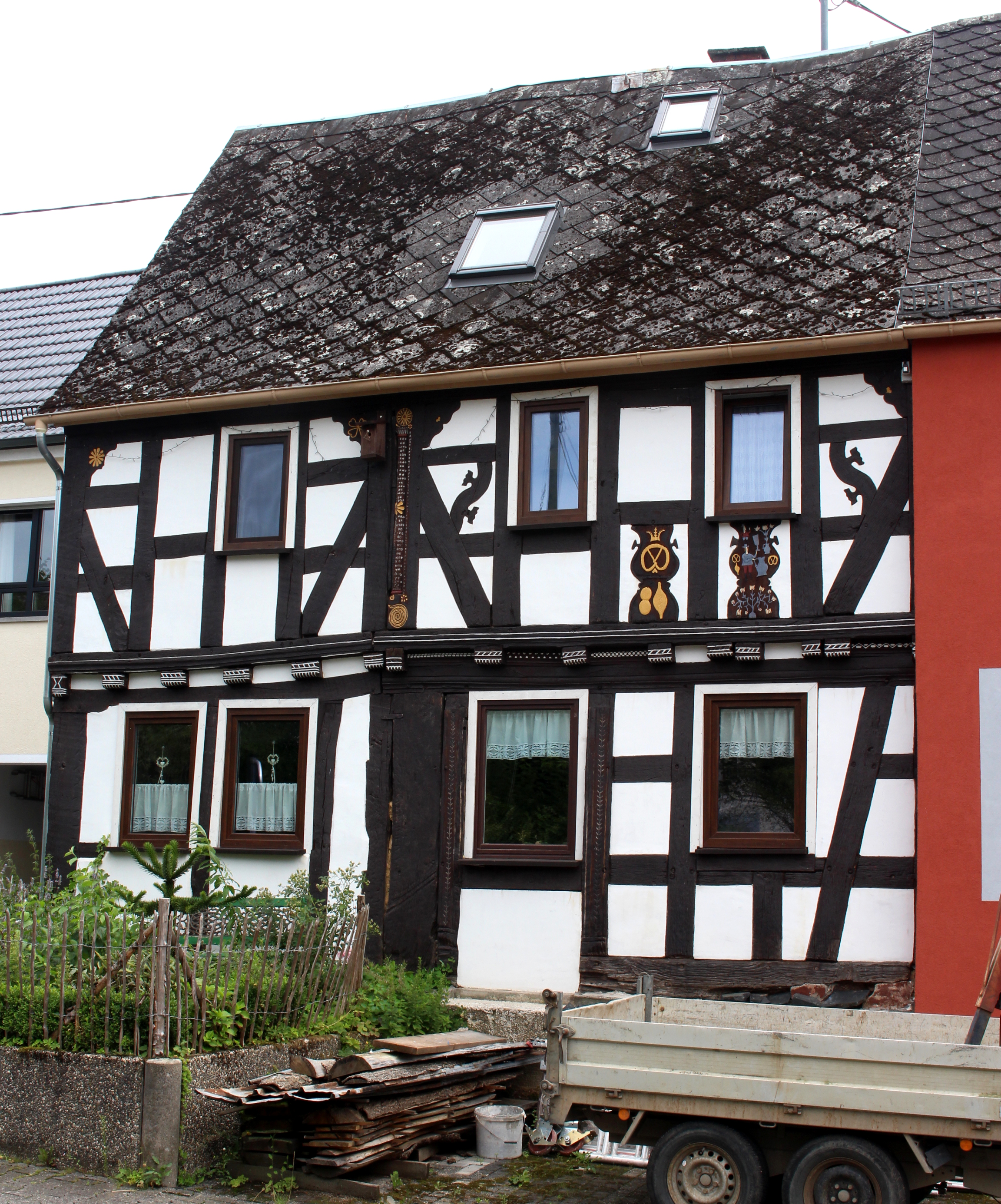
Dorfstraße 8

Das Fachwerk dieses Gebäudes aus dem 18. Jahrhundert verfügt im älteren Gebäudeteil über kunstvolle Elemente mit genasten S-Streben, beschnitzten Eckständern, Mannformen und Medaillons, die in ihrer Formensprache auf die frühere Nutzung durch einen Bäcker hinweisen. Eine schmale Erweiterungszone an der Rückseite ist deutlich schlichter gestaltet. An der Straßenfront haben Veränderungen des Fachwerks insbesondere bei der späteren Anlage großer Fensteröffnungen stattgefunden.
Wie im Nachbarhaus mit der Hausnummer 16, war das Fachwerk kurz nach der Mitte des 20. Jahrhunderts bis in die Zeit um das Jahr 2000 herum unter Kunstschiefer verborgen.

#### Dorfstraße 16

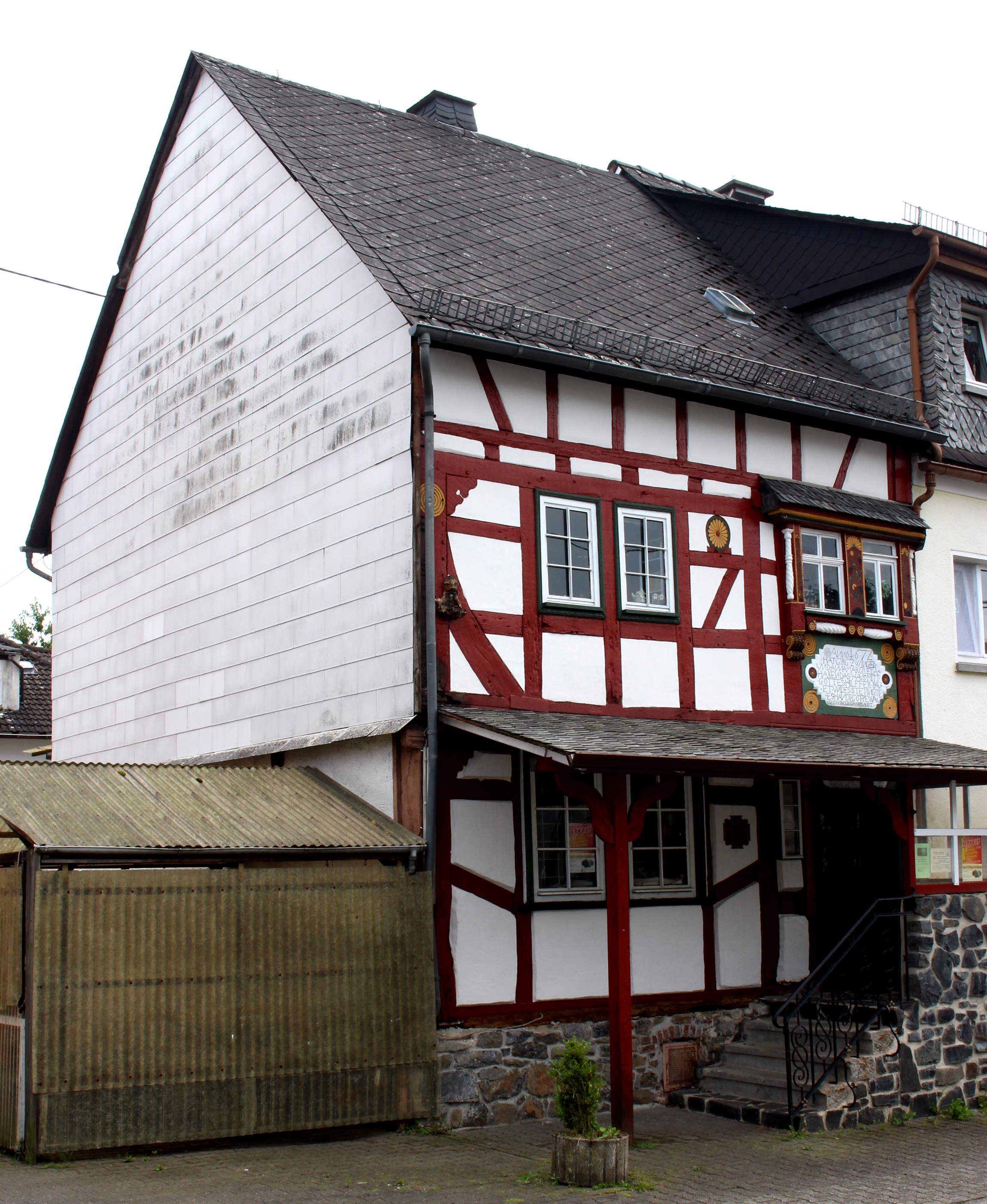
Dorfstraße 16

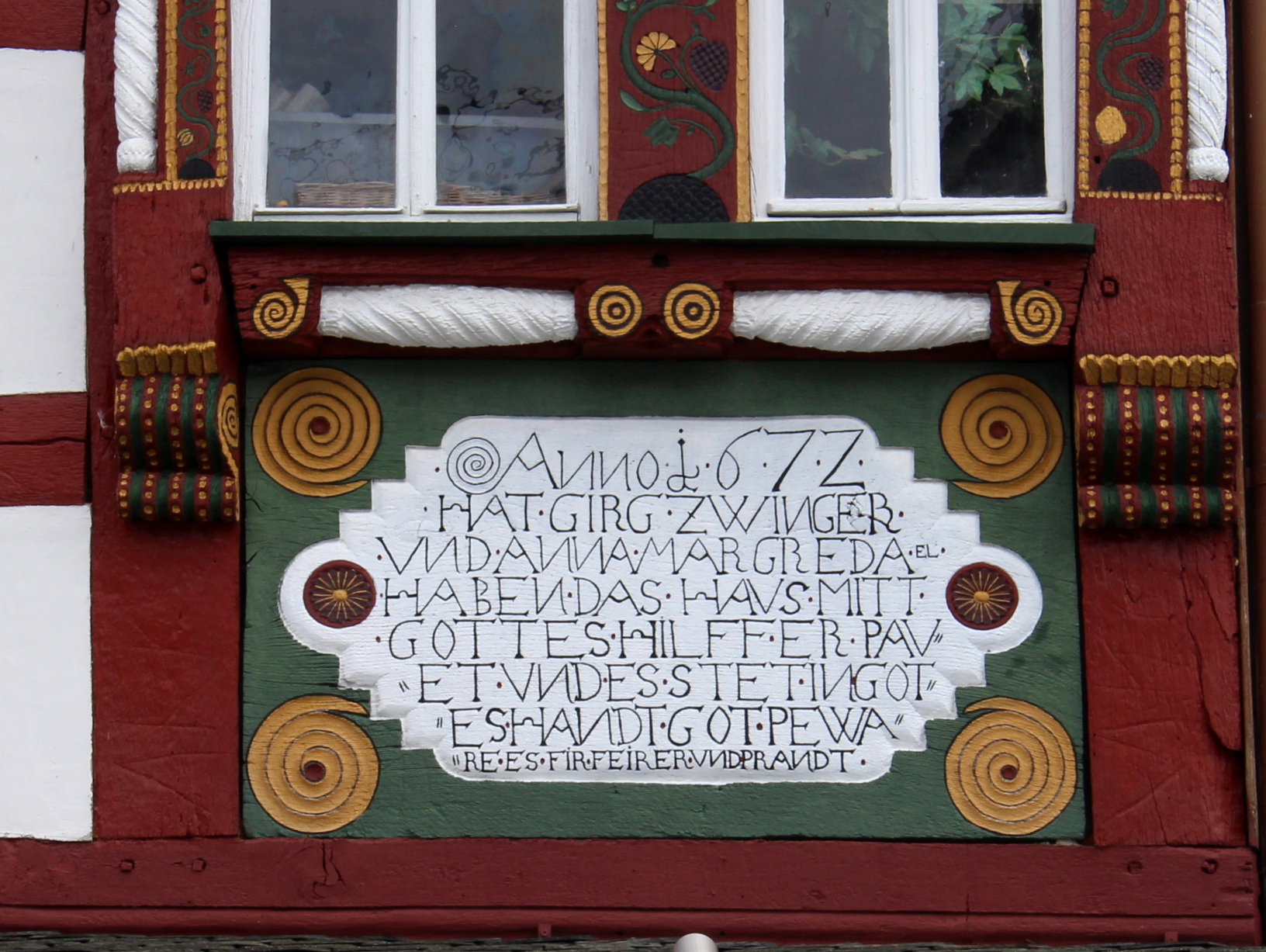
Inschriftentafel am Haus Dorfstraße 16

Es handelt sich um den Rest eines Fachwerkhauses, dessen andere Hälfte durch den Neubau Dorfstraße 18 ersetzt wurde. Im 20. Jahrhundert wurde das Gebäude stark verändert und, wie das Nachbarhaus mit der Nummer 8, vollständig mit Kunstschiefer verkleidet, so dass der Denkmalwert kaum noch erkennbar war.
Um das Jahr 2000 herum wurde das Fachwerk jedoch an der straßenzugewandten Seite wieder freigelegt und restauriert. Erkennbar ist ein sehr gleichförmiges Fachwerk mit quadratischen Gefachen, zugleich aber mit reichem Schmuck: Mannformen an der Gebäudeecke, Sonnenornamente und vor allem der Ansatz eines fränkischen Erkers mit reich beschnitzten Säulen und Gesimsen, vor allem aber mit einer Tafel, die auf die Erbauer hinweist. Auch der markante Bruchsteinsockel wurde wieder freigelegt.

#### Amtshof

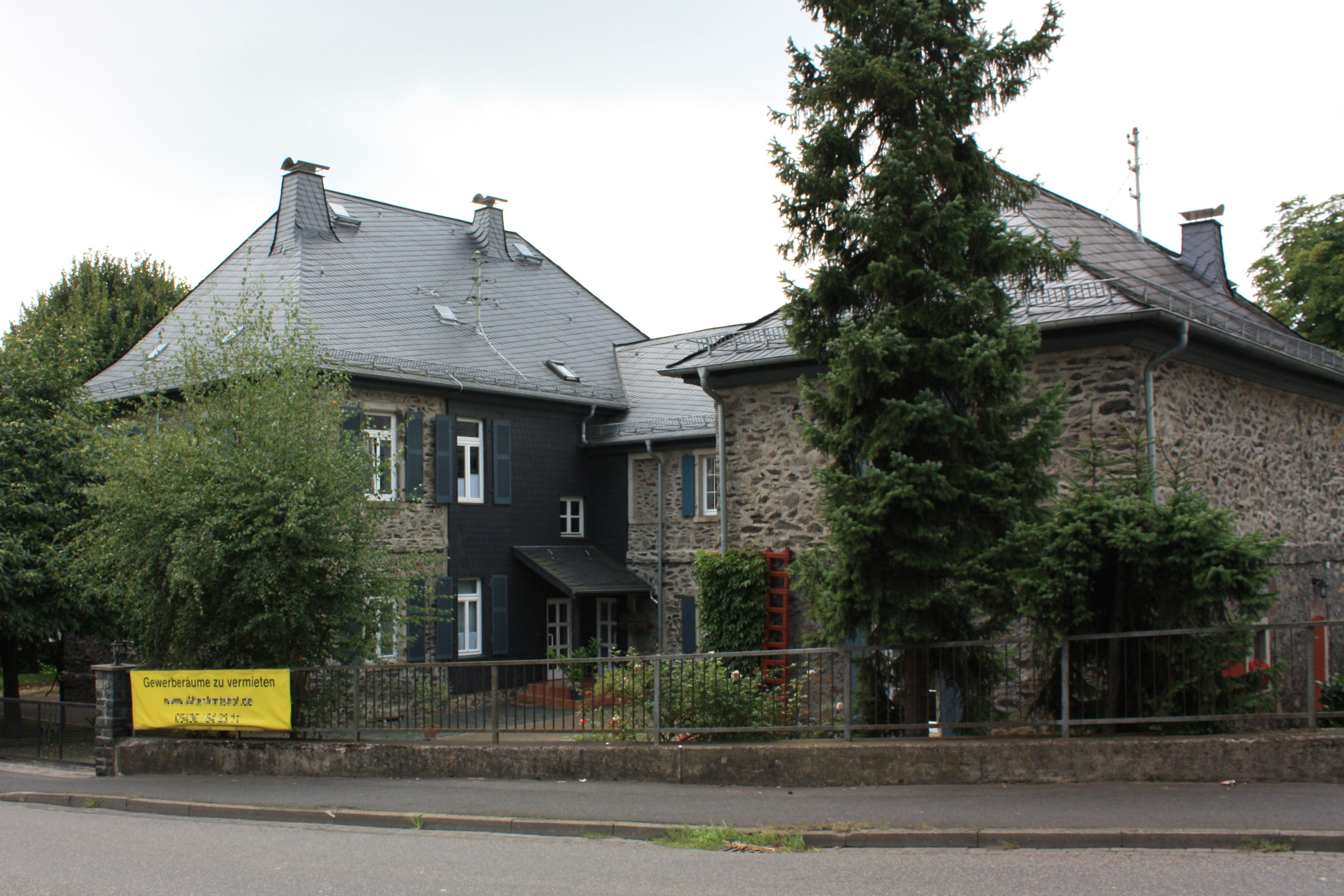
Amtshof

Der 1804 erbaute Amtshof befindet sich an der Limburger Straße (B 54). Es handelt sich um eine klassizistische Dreiflügelanlage, mit unregelmäßigen Seitenflügeln, die zur Straße geöffnet ist. Durch seine Formensprache, das freiliegende Natursteinmauerwerk und die Walmdächer sticht diese Anlage unter den typischen Bauformen der Region hervor. Die Fassade wird durch flache Risalite auf der Rückseite und ein umlaufendes Sims in Höhe der Erdgeschossdecke geprägt. Adresse: Limburger Straße 15.
Es handelt sich um den 1804 bis 1806 errichteten Verwaltungssitz des damaligen Amts Ellar in der Grafschaft Oranien-Nassau. Da diese Struktur bereits 1816 aufgelöst wurde, kann das Gebäude nicht lang seinem eigentlichen Zweck gedient haben. Es kam kurz nach der Auflösung des Amtes in Privatbesitz.

#### Waldmannshäuser Straße 10

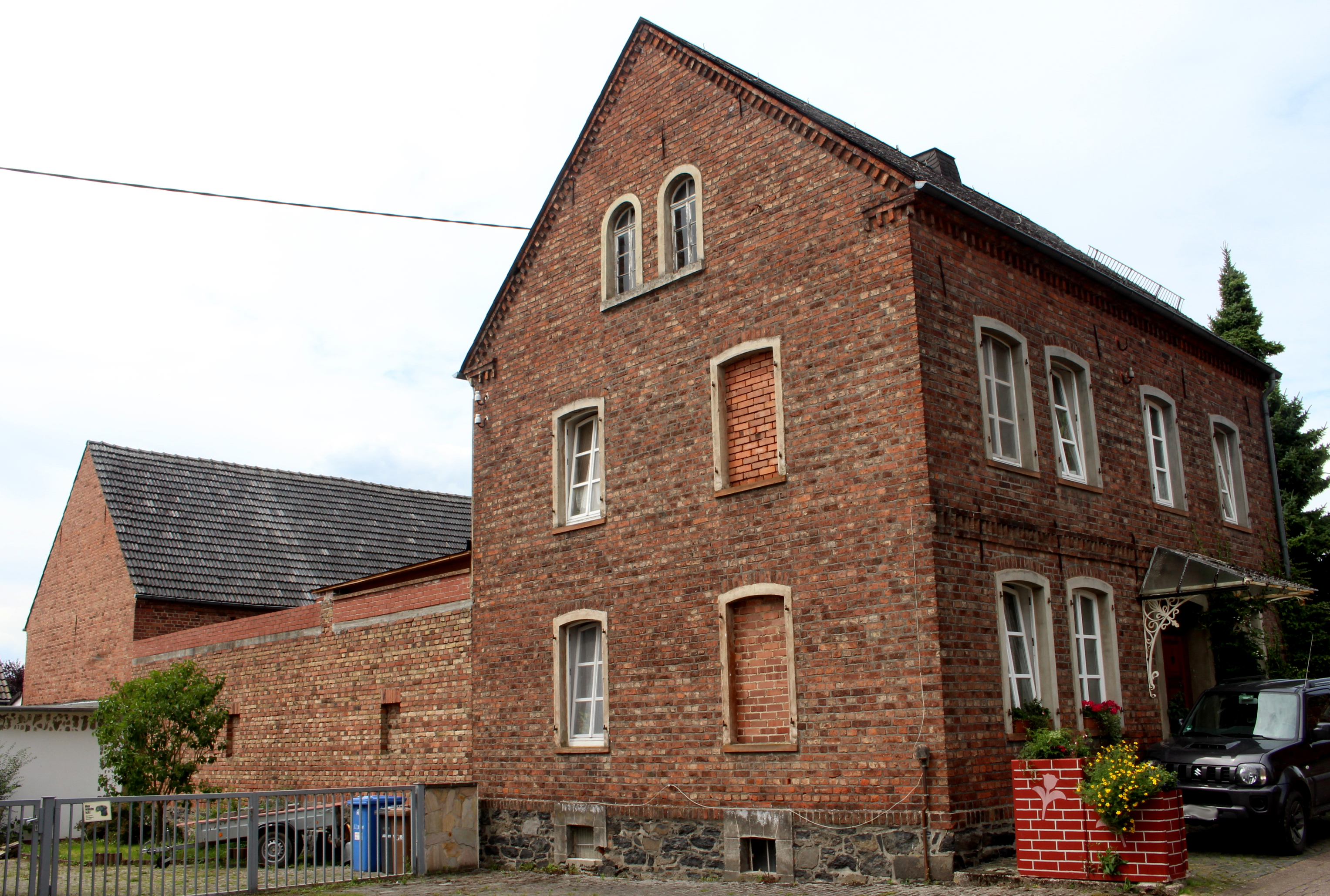
Hofreite Waldmannshäuser Straße 10, links der Giebel der Scheune

Bei dem um 1900 errichteten, zweistöckigen Haus handelt es sich um eines der regional eher wenig verbreiteten Gebäude aus Backsteinen. Der Sockel aus Bruchstein, Gewände aus Sandstein und ein Fries am Etagenübergang zieren die Fassade. Die Eingangstür ist im Stil des Biedermeier gehalten und wird von einem Glasdach mit ornamentalen Schmiedeeisenkonsolen beschirmt. Auch die zugehörige Scheune ist Teil des Baudenkmals.

#### Waldkapelle am Hof Elbmühle

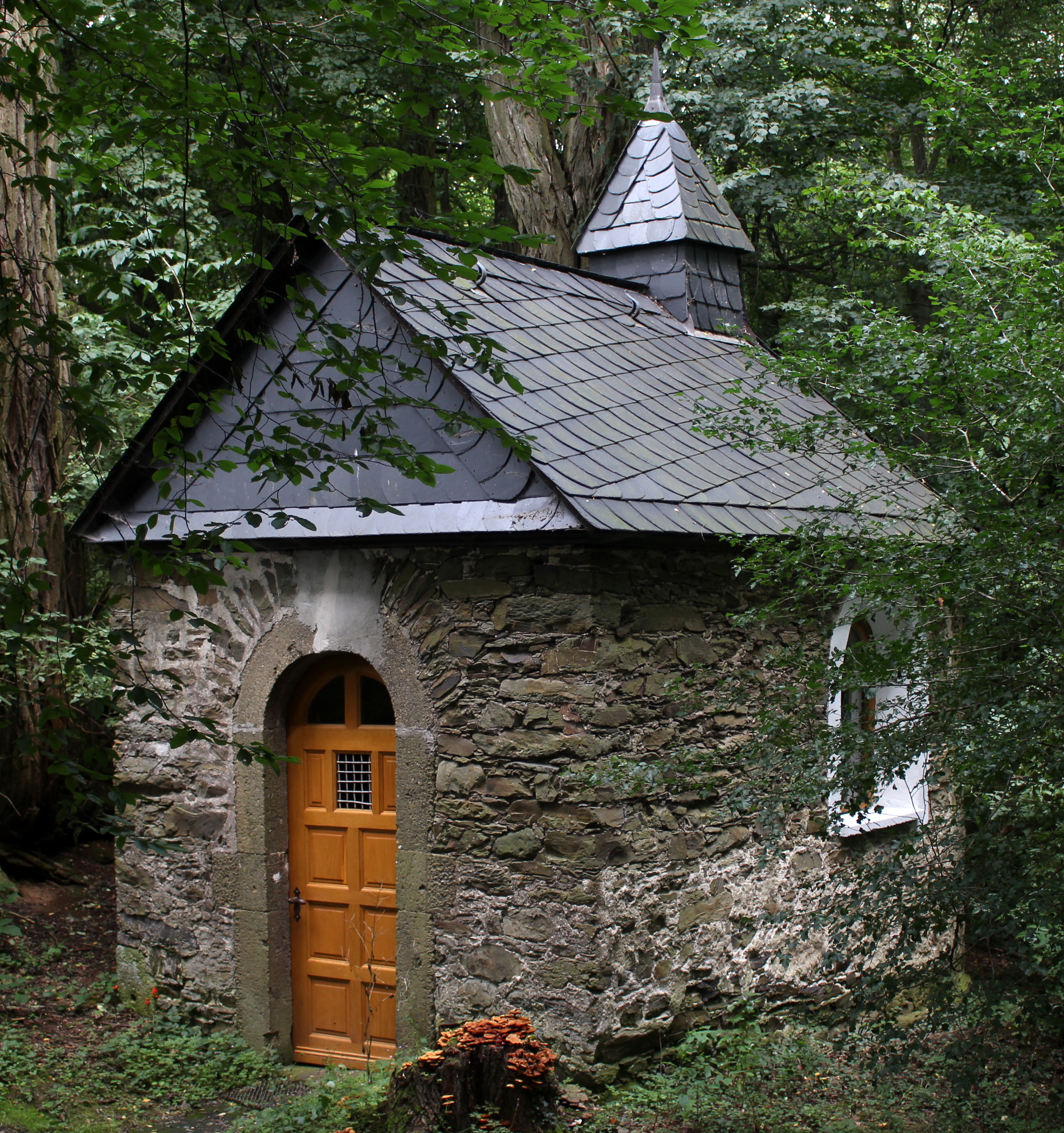
Waldkapelle

Die Kapelle südwestlich der Ortslage überblickt vom Rand einer Ackerplateaus das Elbbachtal. Das Kleinbauwerk wurde um 1905 aus Bruchsteinen errichtet. Äußerer Bauschmuck sind die Rundbögen an Türen und Fenstern sowie ein kleines Glockentürmchen auf dem Satteldach.

## Wirtschaft und Infrastruktur
Dorchheim ist Sitz der Musicgarden Werbe GmbH, einem Unternehmen der ZYX Music GmbH & Co. KG. Daneben bestehen die ortsübliche Handwerks- und Dienstleistungsbetriebe. Die meisten Erwerbstätigen pendeln nach Limburg und in das Rhein-Main-Gebiet.
Der Ort besitzt ein Dorfgemeinschaftshaus. Die im Jahr 1895 gegründete Freiwillige Feuerwehr Dorchheim (seit 27. April 2000 mit ihrer Jugendfeuerwehr) sorgt für den abwehrenden Brandschutz und die allgemeine Hilfe.

### Verkehr
Durch den Ort verläuft die Bundesstraße 54 von Limburg an der Lahn nach Siegen. Der Ort verfügt über keinen Bahnhof. Der nächste Bahnanschluss besteht in Frickhofen an die Oberwesterwaldbahn. Es verkehren regelmäßig Buslinien nach Hadamar und Limburg an der Lahn. Die Entfernung zum Flughafen Frankfurt beträgt etwa 80 km.
Dorchheim liegt in der Nähe des Hessischen Radfahrweg R8.

### Bildung
In Dorchheim besteht ein katholischer Kindergarten. Der Ort verfügt über eine zentrale Grundschule für die gesamte Gemeinde Elbtal. In der Gemeinde bestehen keine weiterführenden Schulen.

## Persönlichkeiten
In Dorchheim geboren oder dort gewirkt
- Jakob Schmitt (1860–1929), Ökonomierat und Mitglied des Preußischen Abgeordnetenhauses sowie des Provinziallandtages der Provinz Hessen-Nassau